# Německé alpské spolky v českých zemích
Německé alpské spolky v českých zemích rozšiřovaly na základě svých stanov vědecké poznatky a všeobecné znalosti o Alpách, snažily se o usnadnění cestování v nich a podporovaly lásku k alpskému pohoří. Nejprve vznikl ve Vídni v roce 1862 Rakouský alpský spolek/Oesterreichischer Alpenverein (ÖAV) a po vzniku Německého alpského spolku inicioval pražský obchodník Johann Stüdl i založení Pražské sekce/Prager Sektion. Po vzoru Prahy pak přibývaly sekce i v dalších městech s převážně německým obyvatelstvem. Do první světové války působilo v Čechách, na Moravě a ve Slezsku celkem 12 sekcí Německého a rakouského alpského spolku/Deutscher und Österreichischer Alpenverein (DuÖAV), které mimo nadšené propagace alpské myšlenky organizovaly přednášky, plesy a výlety, stavěly rozhledny, horské chaty a spolupracovaly s německými turistickými spolky.
Mezi členy alpských spolků patřilo výhradně dobře situované měšťanstvo. Jednotlivé sekce fungovaly jako samostatné právní subjekty a zemské místodržitelství jejich činnost povolovalo. Centrálně byly řízeny zastřešující organizací a výborem DuÖAV, kam také odváděly členské příspěvky. Nejvýznamnější činnost se odvíjela v Alpách, kde se sekce snažily vybudovat horské chaty a v okolí turistickou síť. Zde také provozovaly horolezectví a vysokohorskou turistiku. Významným přínosem byla pro chudé horské obyvatelstvo jejich ekonomicko-sociální podpora a rozvoj cestovního ruchu v dané oblasti. Sekce v oblasti svého působení zakládaly vůdcovské spolky a budovaly systém horské záchranné služby.
V meziválečném období se staly pionýry v zakládání lyžařských oddílů, více se soustředily na domácí horskou turistiku a vybudovaly tři turistické chaty. I když se snažily pěstovat čilé vztahy s německými turistickými organizacemi a zimními sportovními spolky, kontakty k turnerským nebo politickým spolkům neudržovaly. Nové poválečné rozdělení Evropy způsobilo spolkům velké movité ztráty, kdy chaty na území Itálie připadly bez náhrady italským alpským klubům. V roce 1938 se staly německé alpské spolky součástí říšského DAV.

## Historie
Filosofické směry osvícenství a romantismus 18. století se zasloužily o značně odlišné vnímaní přírody a potažmo horstev, která probouzela zájem o jejich vědecké zkoumání (přírodovědná bádání Johna Locka, návrat k přírodě Jeana-Jacquese Rousseaua, výstup na Mont Blanc Benedikta de Saussura, začátkem 19. století výzkumné cesty Alexandra Humboldta, nekonvenční životní styl básníka Percy Bysshe Shelleyho a George Gordona Byrona, výstupy horolezců Edwarda Whympera a Edmunda Hillaryho). K rozvoji volnočasových aktivit přispěl vznik nové společenské vrstvy buržoazie a následně masové využívání volného času v přírodě.
Roku 1800 byl zdolán Großglockner (dále vrcholy v Andách a na Kavkaze). V druhé polovině 19. století došlo v Habsburské monarchii k politicko-ekonomickým změnám. Nejprve společenské změny podnítil spolkový zákon říšského zákoníku č. 253 z 26. listopadu 1852, následoval pád Bachova absolutismu v roce 1859, roku 1867 zákon o právu spolčovacím a nakonec vydání únorové ústavy v roce 1861. Rozvoj spolkové činnosti zasáhl přirozeně i oblast sportu. V roce 1862 vznikl ve Vídni pod heslem „Mit Herz und Hand für’s Alpenland“ Österreichischer Alpenverein/Rakouský alpský spolek (ÖAV).
V Mnichově a v Lipsku rostlo nadšení pro alpinismus již od roku 1866. Ustavující shromáždění Německého alpského spolku/Deutscher Alpenverein (DAV) se za velké iniciativy Johanna Stüdla, Paula Grohmanna a Franze Senna konalo v Mnichově 9. května 1869, kdy byla založena i první sekce Mnichov. V létě 19. srpna (1869) následovalo založení sekce Vídeň DAV a rok po založení spolku v roce 1870 se pod Pražskou sekcí organizovali i němečtí alpinisté na území českých zemí. Vzájemná spolupráce mezi rakouskými a německými alpinisty nakonec vyústila na valné hromadě v Bludenzi 23. srpna 1873 v nově vzniklém Německém a rakouském alpském spolku/Deutscher und Österreichischer Alpenverein (DuOAV).

## Pražská sekce
Arcibiskup Friedrich Schwarzenberg (v té době i významný vysokohorský turista) navštívil v roce 1849 Prahu, seznámil se s Johannem Stüdlem a v pozdějších letech podporoval jeho zpřístupňování Alp, budování chat a turistických cest. Ustanovující shromáždění 6. sekce DAV (před tím v Berchtesgadenu, Bolzanu, Innsbrucku, Vídni a Řezně) se konalo 19. května v knihkupectví Ehrlich a stanovy schválilo ministerstvo vnitra 24. června 1870. Prvním předsedou spolku zvolili přítomní jednohlasně Johanna Stüdla a členy výboru: M. Umlaufta, H. Marbacha, V. Hechta a W. Weigela. Počet členů a zájemců o alpinismus stoupal a Pražská sekce se stala ještě před první světovou válkou jednou z nejmajetnějších sekcí DuÖAV. Johann Stüdl zastával post předsedy až do roku 1920 (50 let) a po něm až do začátku druhé světové války August Gessner.
Jako blesk z čistého nebe dopadlo na nás vyhlášení války. Z jednoho dne na druhý zkolaboval nevinný cestovní ruch. Začala nouze, nedostatek potravin. Praha byla oddělena od velehor.
Leer 1988 s. 102
Velká válka těžce zasáhla alpské spolky, aktivita členské základny sestávala z občasných setkání, velmi stručných výročních zpráv a z dobročinných sbírek. Ještě hůře se jevila poválečná situace.
…dědictví, které jsme museli po válce převzít, bylo v troskách. Počet členů klesl téměř na polovinu, Höller-Hütte a pyšná Payerhütte byly ztraceny na území Itálie,...Clarahütte kvůli lavinám v troskách, Alte Prager Hütte opuštěné zdivo, v němž nacházely útočiště ovce, zničená cesta a Neue Prager Hütte, všechny ukazatele byly úředně odstraněny, vůdcovství zaniklo kvůli válečným ztrátám, a nakonec odumřel veškerý sekční život, především přednášková činnost.
Úryvek ze slavnostní řeči k 60letému založení Pražské sekce

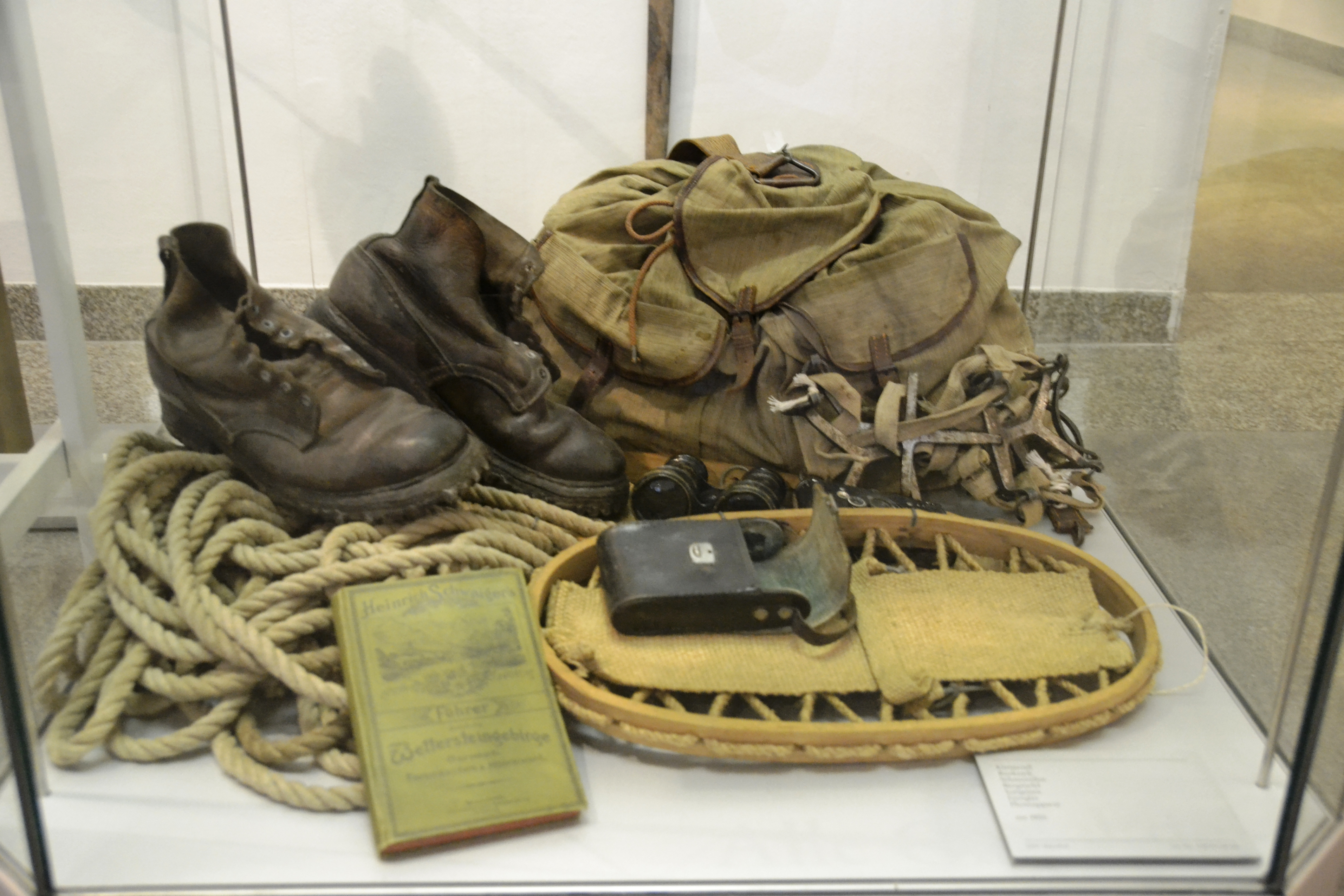
Výstavní exponát horolezecké výstroje v „Alpine Museum“ DAV v Mnichově na ostrově Praterinsel

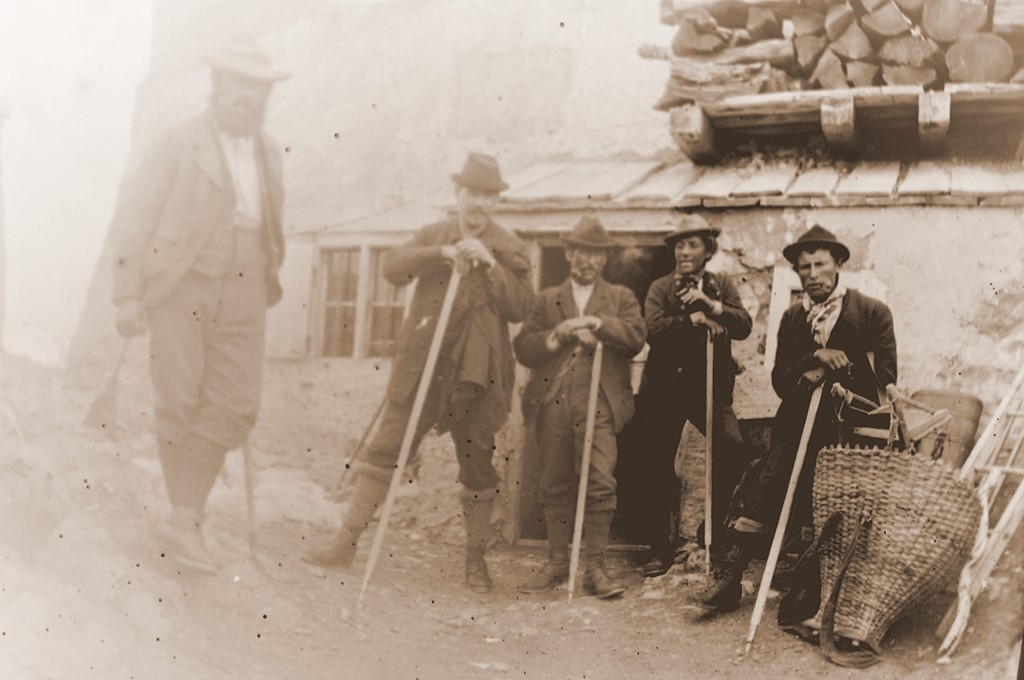
Horolezci a horští vůdci u Payerhütte na Ortleru – 23. července 1891 – Jižní Tyrolsko – Dolomity

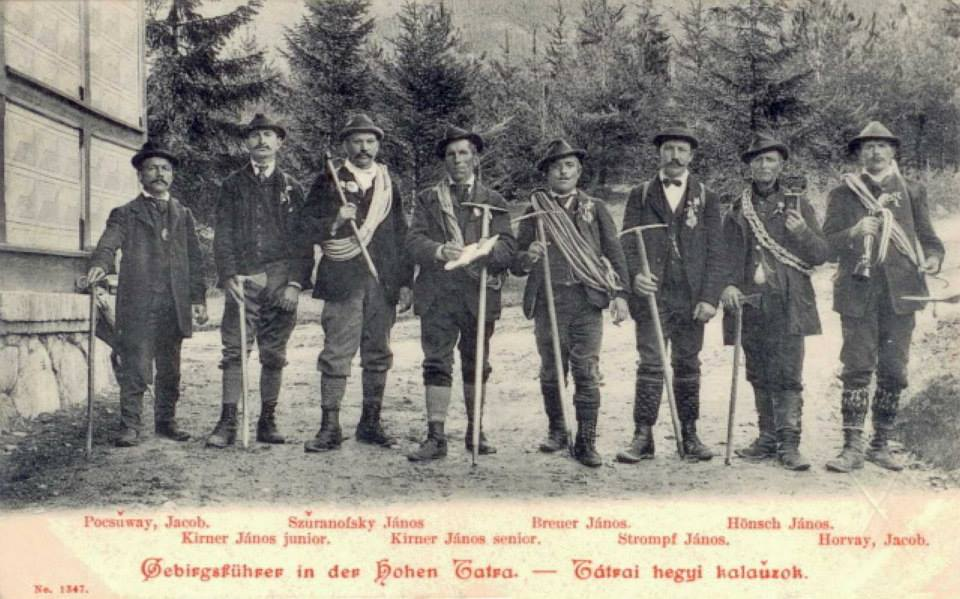
Horští vůdci ve Vysokých Tatrách

Po vzniku nového Československa se na základě vládního nařízení musela Pražská sekce distancovat od své organizace DuÖAV a pod pohrůžkou zrušení ze strany nového státu založila nový spolek DAV Praha/DAV Prag (Deutscher Alpenverein Prag), jehož stanovy byly schváleny 26. října 1920. Nové uspořádání Evropy a tím pádem i nová hranice s Itálií přivodily sekci citelné ztráty. DAV Praha přišel o dvě chaty a nepomohla ani mezinárodní vyjednávání. Chaty se staly majetkem italského alpinistického spolku Club alpino Italiano.
Členská základna DAV Praha v polovině 30. let 20. století dosáhla počtu 1500 osob, spolek opravil a znovu otevřel všechny své chaty a nakonec se vrhl do budování Sudetendeutsche Hütte. Při pražském spolku vznikl také lyžařský oddíl, takže DAV Praha nakoupil a rekonstruoval další 3 lyžařské chaty, pořádal horolezecké kurzy a školení první pomoci. I když se Evropská hospodářská krize spolku přímo nedotkla, přece jenom opatření německé vlády tzv. Tausend-Mark-Sperre mělo na finanční situaci DAV Praha podstatný vliv. Němečtí horolezci a turisté totiž tvořili významnou část návštěvníků alpských chat a jejich pokles v roce 1933 byl oproti roku 1932 skoro poloviční. Což sekci logicky způsobilo snížení pravidelných příjmů z turistického ubytování a z nájmů. O činnosti spolku se mohli alpinisté dočíst nejprve v rubrice „Alpine Zeitung“ v periodiku „Deutsche Zeitung Bohemia“ a od roku 1930 vycházel čtyřikrát ročně časopis „Nachrichten des Deutschen Alpenvereins Prag“.
Vývoj v Německu po roce 1933 přinesl tlak ze strany centrálního výboru DuÖAV. Vídeňská sekce Austria požadovala po Svazu německých alpských spolků/Verband der deutschen Alpenvereine (VDAV) v Československu úpravu stanov. Jednalo se o vyškrtnutí věty „spolek je apolitický“ a přidání znění, že „členy mohou býti pouze Němci (Árijci).“ Pro alpské spolky v Československu nebylo lehké aplikovat přijetí árijského paragrafu. Každé shromáždění německých spolků se muselo ohlašovat, zástupci československých úřadů měli na něj přístup, což mohlo vést, ze strany úředníka, pokud se domníval, že jde o nepřátelskou činnost, k jeho rozpuštění a následně tak ze strany ministerstva vnitra k zrušení celého spolku.
…je vyloučeno, aby německý spolek, který udržuje vztahy se zahraničím, se v této době vzdal svého apolitického postoje. Úřady by to vysvětlily jako politické stanovisko, jež by vyvolalo těžké následky. S převratem v Německu a s tím spojeným nárůstem českého nacionalismu je jakákoli činnost na německé straně sledována a pronásledována. I tak lze očekávat další vyostření situace… V přijetí (árijského paragrafu) je dokonce možné vidět jedno nebezpečí pro německou menšinu (v Československu), neboť se podstatná část židovského obyvatelstva rozhodně hlásí k němectví, což je významné pro náš těžký boj o německou hroudu.
Úryvek z memoranda Augusta Gessnera
Po začlenění Sudet pod Třetí říši byl VDAV v listopadu 1938 rozpuštěn a všechny Německé alpské spolky se staly sekcemi DAV. Zástupcem všech sudetských sekcí byl v centrálním výboru zvolen ing. August Gessner (předseda Pražské sekce).

### Organizace a struktura

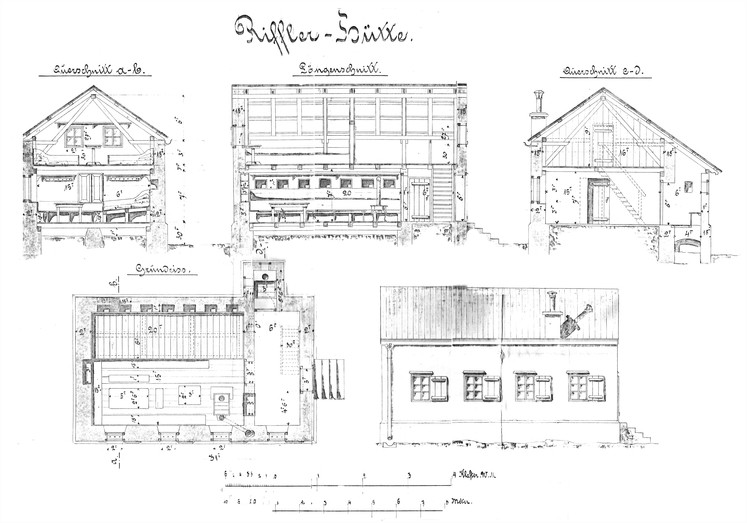
Plány Riffler Hütte (2234 m) – druhá chata Pražské sekce ve skupině Zillertalských Alp ležící na pastvině Birgelberalm s výhledem do údolí Zemmtal a na obec Rosshag. Slavnostně otevřena v srpnu roku 1888

Jednou ročně se konala valná hromada, na které se schvalovala nejdůležitější ustanovení, dále na ní probíhala volba nového výboru a přijímání nových členů. Na měsíčních shromážděních seznamovali přednášející své členy, ale i ostatní veřejnost, s alpskou, turistickou a geografickou tematikou, docházelo při nich k výměně zkušeností a informací. Každý čtvrtek pořádala sekce v restauraci „Petzold“ (později v hotelu „U zlatého anděla“ a po první světové válce v Německém domě) společenská setkávání. V roce 1874 otevřela v prostorách knihkupectví Ehrlich vlastní knihovnu. Mimo toho pořádala různé slavnosti. I když valnou část publikací darovali sekci její členové, vydávala také své vlastní průvodce. Od 20. února 1924 poskytovala v novém „Alpském informačním centru“ jednou týdně ve středu pro plánované túry do Alp mapy, průvodce, publikace, jízdní řády a seznamy chat. Zájem o informační centrum byl tak obrovský, že ho sekce v roce 1933 přemístila do větších prostor v paláci Pražského lidovýchovného spolku Urania/Prager Volksbildungsverein Urania architekta Josefa Zasche v Klimentské ulici a služby poskytovalo informační centrum nadále dvakrát týdně.
Struktura členské základny se nijak od ostatních alpských spolků nelišila. Zakládajícími členy Pražské sekce bylo 6 obchodníků, 5 právníků, 5 továrníků, 4 sekretáři, 3 prodavači, 2 lékárníci a 2 doktoři a jeden profesor, inženýr, školní rada, ředitel, a fotograf. Úředníci a obchodníci tvořili nejsilnější sociální vrstvu (v roce 1889 téměř 20 % obchodníků). V roce 1889 měla sekce již 39 žen. Například Maria Eckhert nebo Hermine Gross-Kmoch, která se stala členkou podle svého lezeckého partnera Victora Hechta v listopadu 1870 a v roce 1872 založila vlastní pobočku na dolnorakouském zámku Dietach. V roce 1914 čítala Pražská sekce 772 členů a v rámci celého DuOAV byla pátou nejpočetnější sekcí. Mírný pokles nastal utvářením nových sekcí a zrušením 33 % slevy na alpských železnicích (zavedeno v 80. letech).
V roce 1931 platili členové A členské roční příspěvky v hodnotě 60 Kč. Členové B (rodinní příslušníci členů A a studenti) platili polovinu. Platící získali odznak Alpenvereinu za 5 Kč, dostávali noviny „Nachrichten“ zdarma, noviny „Mitteilungen“ zdarma, časopis „Zeitschrift des DuÖAV“ se slevou, časopis „Bergsteiger“ za 85 Kč, dále se členů týkaly slevy na chatách DuÖAV, možnost zapůjčení klíče alpských spolků, využívání i dalších ubytoven, pojištění, používání sekční knihovny, možnost návštěvy DAV muzea v Mnichově, vstup do oddílu zimních sportů za 18 Kč, návštěvy přednášek, možnost účastnit se horolezeckých kurzů, možnost účastnit se výletu s průvodcem, slevy na rakouských dráhách a alpské poradenství.

### Oblasti působnosti Pražské sekce v Alpách

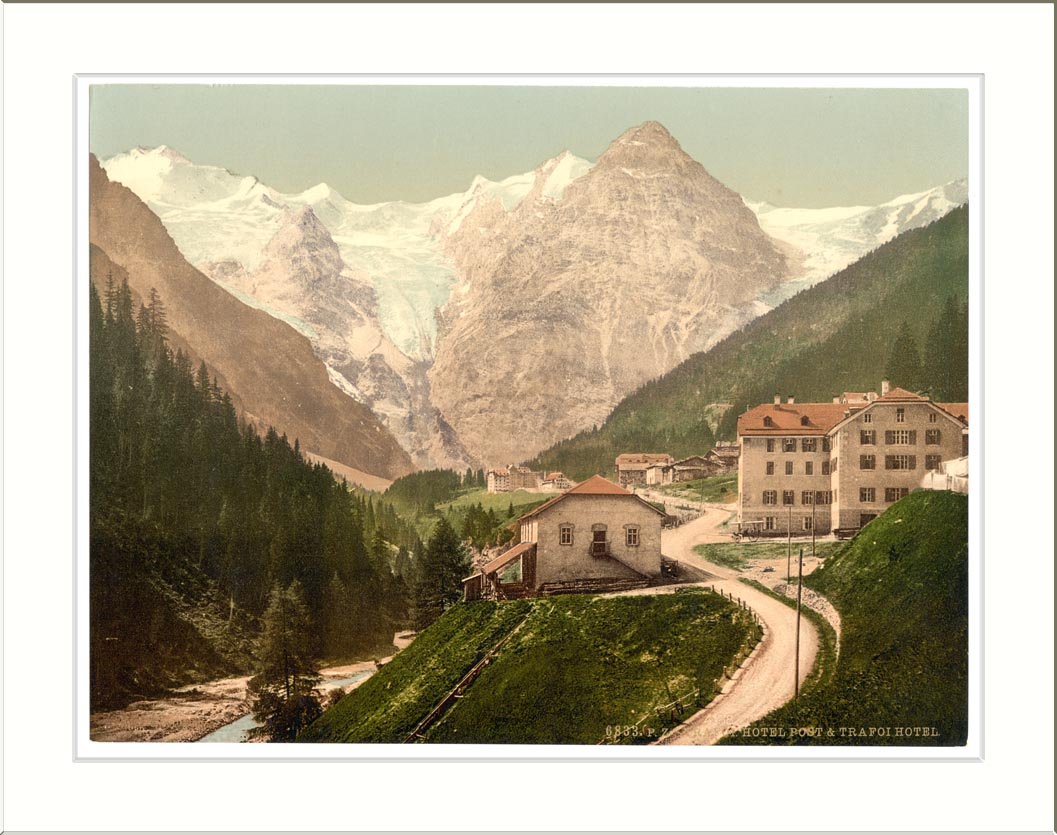
Trafoi – hotel a pošta, oblast působení Pražské sekce Německého alpského spolku

Pražská sekce v oblastech svého působení podporovala nejen horolezectví a turismus, ale pomáhala zlepšit i životní situaci chudých obyvatel v alpských údolích a zvýšením cestovního ruchu zaměstnanost v daných oblastech. Podařilo se jí tak vybudovat systém horské záchranné služby, organizovala vůdcovské spolky, v kterých vyškolovala horské vůdce, podporovala jejich rodiny a zajišťovala potřebný horolezecký materiál. Vzdělávala místní obyvatelstvo, pro které zřídila knihovny s aktuální alpskou literaturou. Pražská sekce spravovala na konci 19. století největší území ze všech sekcí DuÖAV.
1. Skupina Ortleru: obce Sulden, Trafoi, Gamagoi, Glurns, chata Payerhütte (v roce 1918 připadla Itálii)
2. Skupina Ötztalských Alp: obec Matsch, chata Karlsbader Hütte (později Höllerhütte), výstup na Weisskugel (v roce 1918 připadla Itálii)
3. Skupina Zillertalských Alp: obec Mayerhofen, Breitlahner, chaty Olpererhütte, Rifflerhütte a Dominikushütte (v roce 1900 prodáno sekci Berlín)
4. Skupina Venedigeru: obce Matrei, St. Jakob in Defereggen, chaty Clarahütte, Johannishütte, Neue Prager Hütte, Alte Prager Hütte
5. Skupina Großglockneru: obec Kals, chaty Stüdlhütte, Hofmannshütte, cesta na Großglockner
6. Skupina Loferer Steinberge: obec Lofer , chata Steinbergalm, cesta na Hinternhorn (v roce 1888 přenechána sekci Passau)
7. Okolí jezera Achensee: skupiny Karwendel a Rofan (v roce 1905 oblast předána sekcím Oberland a Erfurt)
8. Oblast v okolí Krimmlu: v roce 1887 přenecháno pro výstavbu chaty sekci Varnsdorf
9. Oblast Stubaiské Alpy: obec Fernau, v roce 1874 přenecháno pro výstavbu chaty sekci Dresden
10. Oblast Silvretta v okolí Fluchthornu: údolí Fimbertal, roku 1886 přenecháno pro výstavbu chaty sekci Heidelberg

#### Výstavba horských chat a přístupových cest

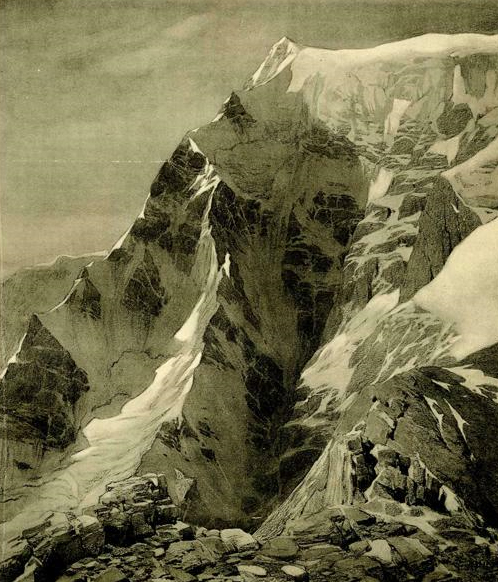
Gustav Jahn: kresba na počest zdolání Ortleru v roce 1903 Gustavem Jahnem a Ottem Laubheimerem (Ortler Nordwand mit Martlgrat)

Na přelomu 19. a 20. století se stala výstavba chat a cest pro alpinistické spolky vyloženě prestižní záležitostí. DuÖAV vybudoval do roku 1914 ve Východních Alpách celkem 345 chat v majetku 154 sekcí, čímž napomohl k novým pracovním příležitostem v oblasti cestovního ruchu. Zpočátku si každá sekce vyhledala stavební parcelu s přístupovou cestou, chatu vystavěla a následně spravovala. Již v roce 1877 musela být zřízena pro stavbu chat speciální komise DuÖAV, která zamezila živelnému stavění a udělováním subvencí se snažila výstavbu korigovat. Komise dbala, aby chaty skutečně sloužily alpinistickým zájmům a jejich další provoz byl dlouhodobě udržitelný. Z poloviny si sekce platily výstavbu ze svých úspor a skrze podílové listy se staly dalšími podílníky soukromé osoby, města nebo jiné spolky. Dalším finančním zdrojem byly sbírky. Pro údržbu si sekce najímaly místní horské vůdce, učitele a jiné obyvatele, kteří chatu kontrolovali nebo si ji pronajímali a po zimě místní řemeslníky, kteří opravovali poškozené střechy, její vybavení, doplňovali topivo, petrolej atd.
Se stavbou chat souviselo i budování přístupových cest. Nejprve se jednalo o cesty k vyhlídkám, později k chatám a vrcholem úpravy přístupu se staly traverzové cesty překlenující celé turistické oblasti a výstupy na nejvyšší vrcholy. DuÖAV budoval jednoduše cesty, které nestavěli místní soukromníci, obce, země nebo spolky a které měly význam z hlediska turistického využití. Pražská sekce vystavěla do roku 1930 97 cest. S přístupovými cestami započala v oblasti Kalsu a v oblasti Venedigeru. Pro méně zkušené horolezce realizovala nápad Johanna Stüdla výstup pro méně zdatné horolezce od chaty přes jižní hřeben na Großglockner a cesta proto nese dodnes název „Stüdlgrat“. Celá zajištěná cesta se zajištěným hřebenem byla otevřena 5. srpna 1869 pod názvem „Neue Kalser Weg“ (přes Stüdlgrat na vrchol Großglockneru). I když byla cesta velmi oblíbená, nikdo ji pro náročnou údržbu neopravoval. Proto se po druhé světové válce jevilo zrušení výstupu jako nejreálnější. Sekce „Donauland“ hodlala lana odkoupit a cestu znovu opravit, nakonec DAV Praha stáhl lana z dolní části a použil je k jištění cesty v horní těžší polovině.
| Název horské chaty a výška | Rok vybudování | Poloha                                               | Majitel |
| -------------------------- | -------------- | ---------------------------------------------------- | --- |
| Hofmannshütte 2444 m       | 1834/1870      | Vysoké Taury, skupina Großglockneru                  | Akad. Sektion Wien (1911) |
| Johannishütte 2121 m       | 1857/1876      | Vysoké taury, skupina Venedigeru                     | DAV-Sektion Oberland (1992) |
| Stüdlhütte 2801 m          | 1868/1925      | Vysoké Taury, skupina Großglockneru                  | DAV-Sektion Oberland (1992) |
| Alte Prager Hütte 2489 m   | 1872           | Vysoké taury, skupina Venedigeru                     | DAV-Sektion Oberland (1992), DAV (2010)                                                                                         |
| Clarahütte 2038 m          | 1872/1895      | Vysoké taury, skupina Venedigeru                     | DAV-Sektion Essen (1925) |
| Payerhütte 3029 m          | 1875           | Ortler                                               | CAI-sekce Milano (1921), Autonomní provincie Bolzano (2011)                                                                     |
| Steinbergalm-Hütte 1200 m  | 1878           | Loferer Steinberge                                   | DAV-Sektion Passau (1888), zpustlá                                                                                              |
| Olpererhütte 2389 m        | 1881           | Zillertalské Alpy                                    | DAV-Sektion Berlin (1900), DAV-Sektion Neumarkt 07/2004                                                                         |
| Dominikushütte 1648 m      | 1883           | Zillertalské Alpy                                    | privátní (1888), 1970 zatopena vodní nádrží Roßhag a Schlegeisspeicher, nově vystavěna v 1805 m                                 |
| Höllerhütte 2670 m         | 1883           | Ötztalské Alpy                                       | Alte Karlsbader Hütte (1883–1902), Höllerhütte (1902–1945), 1945 shořela, nově vystavěná 1986 AVS-Sektion Mals „Oberetteshütte“ |
| Rifflerhütte 2234 m        | 1887           | Zillertalské Alpy                                    | DAV-Sektion Berlin (1900), 1945 zničená lavinou                                                                                 |
| Neue Prager Hütte 2782 m   | 1904           | Vysoké taury, skupina Venedigeru                     | DAV-Sektion Oberland (1992), DAV (2010)                                                                                         |
| Mörsbachhütte 1300 m       | 1921/1934      | Nízké Taury, skupina Wölzer Tauern                   | OeAV-Sektion Graz (1957) |
| Bohemiahütte 1670 m        | 1934/1937      | Nízké Taury, Hohentauern (vedle chaty Wismeyer-Haus) | OeAV-Sektion Edelweiß. Wien (1967)                                                                                              |

#### Vůdcovství
Oproti Švýcarsku bylo vůdcovství ve Východních Alpách v první polovině 19. století značně pozadu. Prvním horolezcům pomáhali nevyškolení lovci, pašeráci, pastýři nebo horalové a najmutí zařizovali hospodští. Zřizování vůdcovské živnosti je ve Východních Alpách spojeno se sekcí Praha DuÖAV a především s Johannem Stüdlem.
V roce 1863 byl sestaven první jmenný seznam vůdců a v roce 1865 byl vydán výnos státního ministerstva místodržitelstvím a zemským úřadům alpských provincií, kterým se zavedly vůdcovské knížky, v němž bylo doporučeno vypracovat jednotné tarify a maximální váha nákladu pro vůdce byla stanovena na 15 liber (0,45 kg).
 

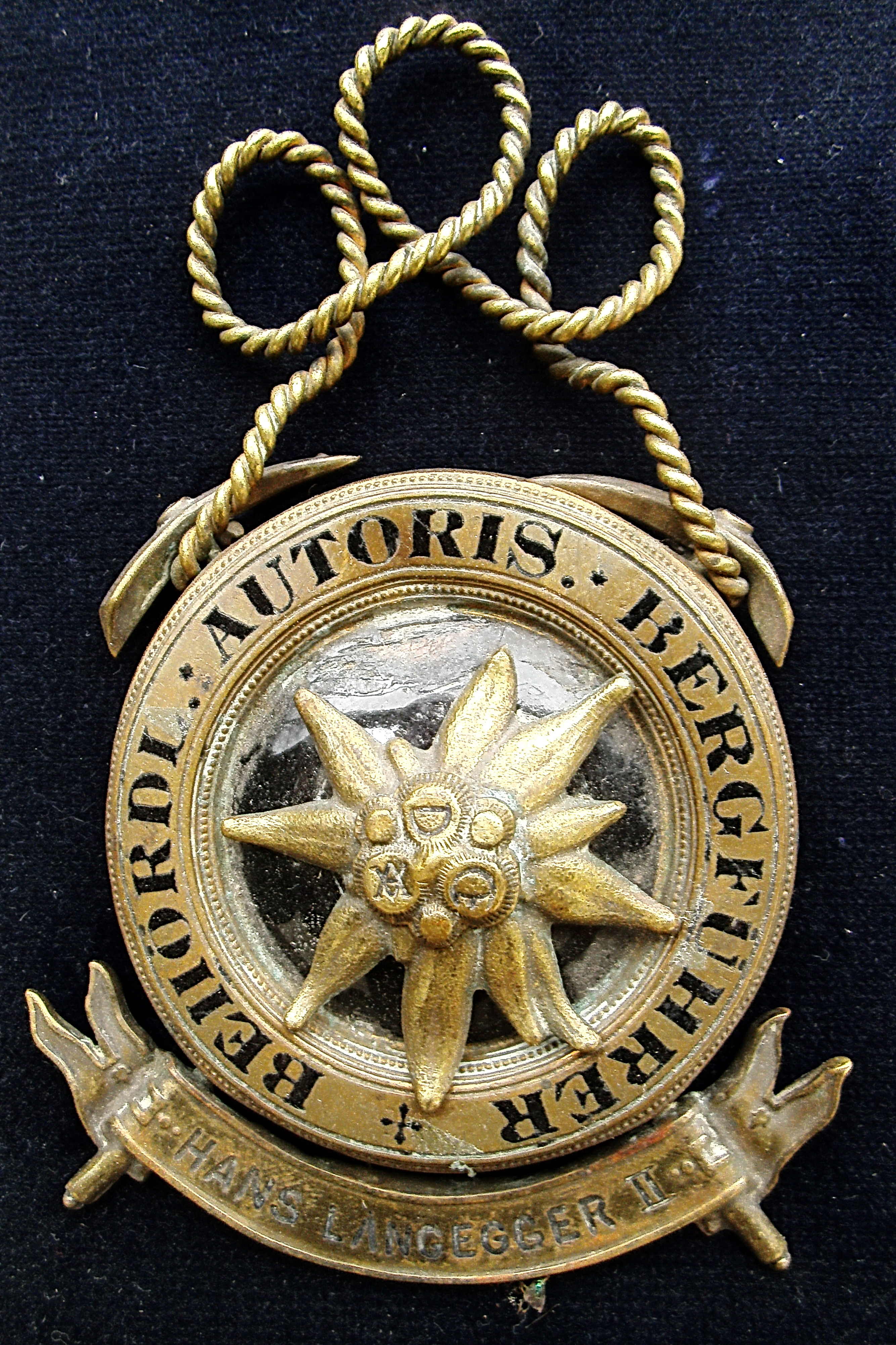
Začáteční označení (od roku 1885) autorizovaného a úřady uznaného horského vůdce Německého a rakouského alpského spolku (Deutscher und Österreichischer Alpenverein)

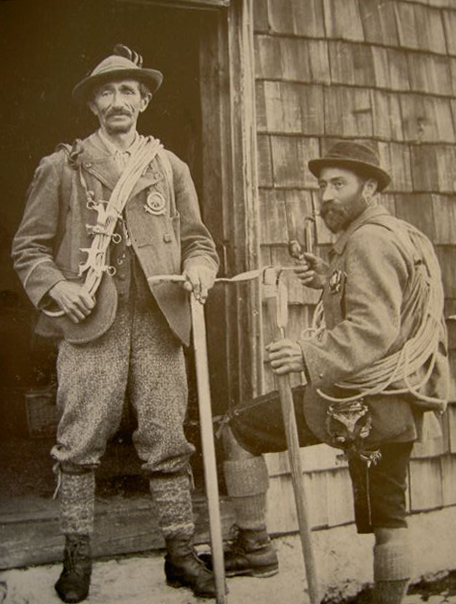
Horští vůdci Anselm Klotz (vlevo) a Josef Frey

Stüdl založil v Kalsu spolek horských vůdců „Führerverein“ a vypracoval pro něj stanovy, vůdcovská pravidla a rozdal vůdcovské knížky. Jeho prvořadá motivace ke sjednocení všech vůdců sestávala jednak ve zlepšení existenčních prostředků obyvatel v údolí a v poskytování podpory rodinám zahynulých nebo poraněných nosičů a vůdců. Předsedou spolku v Kaslu byl zvolen místní farář Andreas Lercher a v roce 1870 zaregistrováni vůdci: Thomas Groder, Josef Schnell, Michael Groder, Ruppert Groder, Peter Groder, Joseph Kerer, Andrä Kerer, Peter Hutter, Johan Gräfler, Gregor Huter. Stüdl zavedl místo krosen batohy, lepší svítilny, nový cepín místo sekery do ledu, používání slunečních brýlí, maček, buzol a map. Klienti se přiřazovali podle sestaveného pořadníku a zájem o ně stoupl zejména po proškolení nových mladých horských vůdců.
V Kalsu zřídil Stüdl za finančního přispění Rakouského alpského spolku, K. Hofmanna, faráře A. Lercha a svého také spolkovou knihovnu s průvodci a mapami. Část příjmu si vůdci střádali ve společné pokladně, z které pak nakupovali horolezecký materiál, nové průvodce, mapy, udržovali zajištěné cesty a samozřejmě svou pýchu – Stüdlhütte. Na vlastní žádost vůdců z Heiligenblutu byl založen „Führerverein“ také v této obci, což pomohlo k snížení a sjednocení tarifů za služby. Předsedou spolku byl zvolen Anton Granögger a další členskou základnu tvořili Christoph Pichler, Joseph Rtibusser, Georg Bäuerle, Anton Wallner, Matthias Aßlaber. V Hofmannshütte přispívali ubytovaní turisté 50 krejcarů na potřebnou opravu nejen nevyhovující chaty, ale také i přístupových cest. Nové vůdcovské spolky následovaly ve Fuchsu (Pinzgau), v Prägertenu, v Zillertalu a Ortleru. Podle švýcarského vzoru začala v Kalsu a v Matrei v roce 1877 fungovat první „vůdcovská kancelář“, dále pak v Zillertalu (roku 1900 předána sekci Berlín), v oblasti Loferu se zorganizovali vůdci v roce 1881 (v roce 1888 přešla na sekci Passau) a vůdce z Ötztalských Alp postrádala sekce po první světové válce.
V roce 1870 byla zřízena pod DAV „centrální komise pro vůdcovství“ a jejími členy z Pražské sekce se stali J. Stüdl a Franz Senn. Státní místodržitelství v Innsbrucku schválilo pro celé Tyrolsko 4. září 1871 „Vůdcovský řád“ (Führerordnung). V roce 1878 inicioval Stüdl založení pokladny na podporu zraněných vůdců a pozůstalých, v roce 1880 se rozběhl systém vzdělávacích vůdcovských kurzů, od roku 1883 úrazově pojištěni a každému zaregistrovanému vůdci byla vydána vůdcovská knížka. Pražská sekce zasílala každý rok dětem do rodin vůdců také vánoční dárky. V průběhu první světové války rukovali horští vůdci k „k.k. Bergführerkompanie“, která operovala na jižní frontě. Z Pražské sekce zemřelo ve válce 18 vůdců, jejichž rodiny v poválečné době sekce podporovala.
Na konci června vedl náš referent vůdcovství Koerting vůdcovské dny v Kalsu a Matrei, na něž se dostavili vůdci, aspiranti na vůdce a koncesovaní nosiči. Každému vůdci byl vyšetřen jeho zdravotní stav, starým a nemocným byla zařízena penze, vybavení vůdců bylo prozkoušeno (cepín, lano, obvazový materiál), postarali jsme se o doplnění chybějícího materiálu, jednotlivým vůdcům byly rozděleny mapy oblastí Großglockneru a Venedigeru, tarify byly jednomyslně schváleny, projednány přání a stížnosti vůdců a zavedena potřebná opatření. Aby se u vůdců vytvořil pocit nerozlučnosti s Alpským spolkem, postarali jsme se, aby byly vůdcům zasílány Mitteilungen DuÖAV. V Kalsu se uskutečnil kurz pro vůdce První pomoc při nehodách.
Úryvek z výroční zprávy z roku 1924
Horolezectví prošlo do druhé světové války značným vývojem, zlepšila se bezpečnost jak klientů tak i vůdců. Vůdcovství se stalo uznávaným autorizovaným povoláním, s důchodem, nemocenským a úrazovým pojištěním.

#### Záchranářství
Pražská sekce rozvinula na základě iniciativy J. Stüdla jako první záchranářství ve Východních Alpách. Pro sponzorování zvonů v Kalsu získal Stüdl habsburského arcivévodu Ferdinanda a pražského arcibiskupa Schwarzenberga.
Při jedné návštěvě u faráře Lercha v létě 1868 byl host z Prahy toho názoru, že pro účinné varování před nástrahami počasí a při vyhlášení poplachu v případě požáru by zvony v Kalsu měly být více hlasité. Farář, který znal Stüdlovo otevřené srdce, nezaváhal, a když tušil pomoc, jenom odpověděl, že Bůh by jistě také chtěl, aby byly tyto události vyhlašovány hezčím a mohutnějším zvukem zvonů, než jaký je stávající… Na Velkém zvonu slévárna Grassmayr v Innsbrucku zvěčnila dárce slovy „Johann Stüdl, Beneficator Maximus“. Slavnostní vysvěcení zvonů v roce 1872 již probíhalo za nástupce faráře Lercha – tím byl Sebastian Ortner.
Časopis Lidé a hory, 2008/6, s. 54

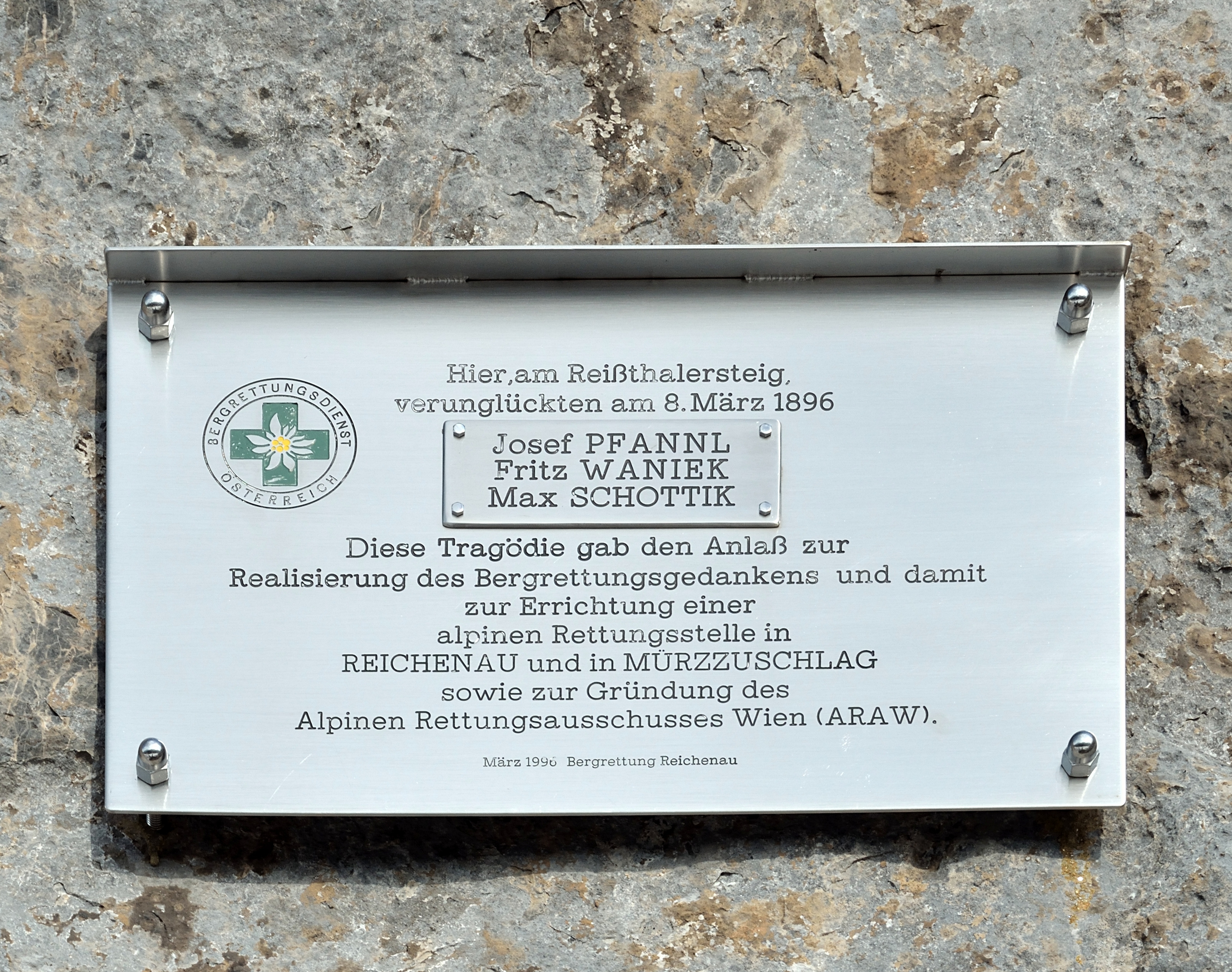
Nehoda na Raxu v roce 1895 podnítila 11. května 1896 schůzku zástupců Rakouského alpského klubu, sekce Austria a Akademické sekce DÖAV, Dolnorakouského horského spolku a Rakouského turistického klubu, na které se shodli na zřízení centrální záchranářské organizace „Alpiner Rettungsausschuß Wien“ (ARAW)

Od počátku organizovaného horolezectví se záchranná družstva skládala z místních horských vůdců. Pražská sekce v roce 1881 rozeslala do všech chat záchranná lana a v roce 1882 „Pravidla pro vůdce a pravidla chování při nehodě v horách.“ Později se stal nákup a rozesílání zdravotnického materiálu její další kompetencí. Vzhledem k tomu, že si někteří turisté nemohli z finančních důvodů vůdce zaplatit, riskovali a počet nehod na horách stoupal. Po Velké válce DAV Praha zřídila v okolí Kalsu, Matrei, Prägartenu a St. Jakobu 29 ohlašoven. Později měl spolek i speciální komisi pro záchranářství, v jejímž čele stál vždy lékař, který záchranáře také vzdělával. Předseda záchranářské komise Walther Koerting zavedl nejen zapisování v místě se nacházejících lékařů na přihlašovací tabuli, ale vydal v Alpenvereinu velmi populární brožovanou metodiku „Verhalten bei Unfällen im Hochgebirge“ (Chování při nehodách v horách). Do budoucna spolek plánoval kvůli aktuální předpovědi počasí chaty vybavit rozhlasovými přijímači.

## Sekce v oblasti Jizerských a Lužických hor
V roce 1884 byl v Liberci založen spolek Deutscher Gebirgsverein für das Jeschken und Isergebirge/Německý horský spolek pro Ještědské a Jizerské hory (DGVJI). O vznik spolku se zasloužil zhořelecký podnikatel Adolf Hoffmann. V oblasti Jizerských a Lužických hor fungovaly mimo Liberecké sekce také spolek Přátel turistiky a horolezectví Vrblíky/Wander – und Kletterfreunde die Wirbelsteiner (W. K. F. W.), spolek Empor a sdružení Přátelé přírody/Naturfreunde. Na přelomu 19. a 20. století se Jablonecká a Varnsdorfská sekce společně s Libereckou na daném území etablovaly do pozice druhého nejvýznamnějšího centra německého horolezectví v Čechách. Jednou z nejvýznamnějších osobností německých alpských spolků v Čechách, objevitelem a průkopníkem horolezectví v Jizerských horách byl Rudolf Kauschka.
Byl (Rudolf Kauschka) nejúspěšnějším objevitelem domácích skal, uznávaným členem Alpenvereinu, Gebirgsvereinu, uznávaným lyžařem, úspěšným sáňkařem a stále publikoval v různých časopisech.
K. Albert

### Liberecká sekce

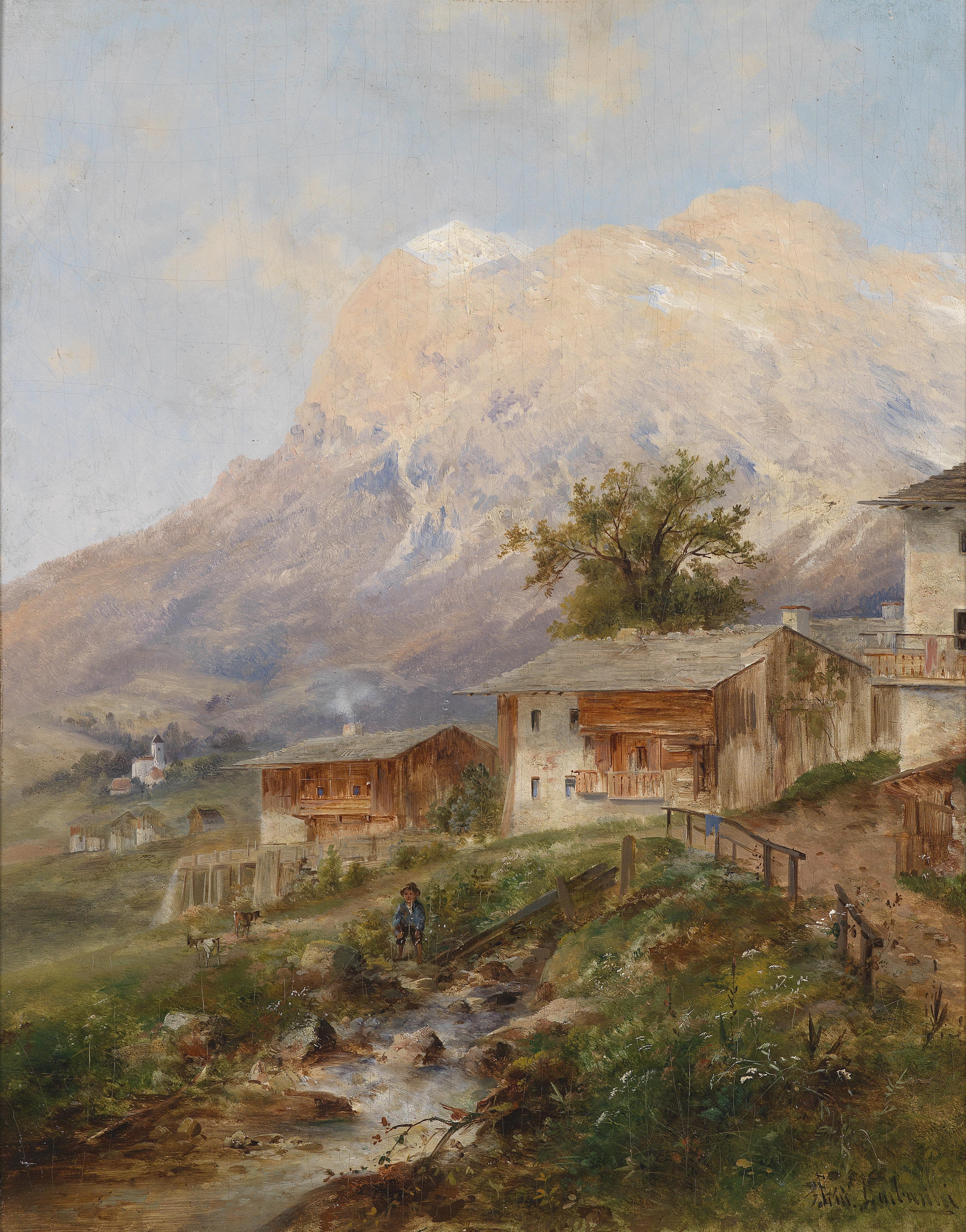
Cortina d'Ampezzo/Dolomity, Emil Barbarini (1855–1930), olej na plátně: Bei Cortino im Ampezzo Tal, kolem roku 1930.

Liberecká sekce DuÖAV (200. sekce DuÖAV a 8. v českých zemích) byla založena 3. ledna 1893 v libereckém „Viertler Rathause“ a státní místodržitelství ji povolilo výnosem z 18. března 1893 (č. 27269). Na ustavující schůzi dne 6. dubna 1893 v „Centralhotelu“ zvolili členové prvním předsedou Josefa A. Kahla. Členové spolku se zasloužili o vysokohorské výstupy v Alpách, dále o rozvoj horolezectví v Jizerských horách a pro nováčky nebo méně zdatné kolegy pořádali několikrát ročně výlety do okolních hor a lezeckých oblastí. Jednou ročně se scházeli na zimních slavnostech, několikrát ročně na přednáškách, kam zvali významné hosty a promítali diapozitivy. Od roku 1894 využívali pro své cesty do Alp knihovnu.
Na výroční členské schůzi volili výbor a předsedu sekce, předčítali zprávy o činnosti a fungování Liberecké chaty. Úzce spolupracovali s Varnsdorfskou sekcí DuÖAV. Liberecká sekce se stala členem Alpské záchranářské společnosti/Alpine Rettungsgesellschaft, Spolku na ochranu alpských rostlin/Verein zum Schutz der Alpenpflanzen a Sedmihradského karpatského spolku/Siebenburgischer Karpatenverein. Po smrti J. A. Kahla byl zvolen novým předsedou Frerdinand Kotter (až do roku 1933).
Během první světové války narukovali mladší členové spolku na frontu a sekce provozovala hlavně dobročinnou činnost pro vdovy a sirotky, pro zajatce v táboře v Krasnojarsku na Sibiři a pro vojáky na jižní frontě u Bolzana. Ve válce zemřelo 8 členů spolku. Po rozpadu monarchie se musela oddělit od DuÖAV a fungovala pak pod novým názvem Deutscher Alpenverein Reichenberg/Německý alpský spolek Liberec (DAV Liberec). V roce 1931 měla 827 členů. Liberecká chata na Croda di Lago připadla Itálii a tak po vystavění „Nové liberecké chaty“ na území Rakouska se 26. července 1926 konalo její slavnostní otevření.
Zde také mohla sekce rozvinout mnohé vysokohorské výstupy a horolezecké túry. V roce 1919 založila mládežnickou skupinu „Jugendgruppe“. Začínajícím horolezcům dala příležitost ke zdokonalení díky pořádaným teoretickým kurzům a následně při praktických cvičeních na Štolpišských vodopádech nebo na skalách v Sasku a u Turnova. Jinak jim přispívala na cesty do Alp (Adolf-Gahler-Wanderfond a Rudolf-Tham-Fond). Místní členové založili také oddíl zimních sportů (sáňkování, lyžování a bruslení). Od roku 1933 vedl sekci předsedA Rudolf Turnwald. Po celé své funkční období, ale ani v třicátých letech 20. století, se spolek neprofiloval politicky ani nacionálně. Po připojení Rakouska k Německu byl na jaře 1938 původní „Deutscher und österreichischer Alpenverein“ připojen pod Deutscher Alpenverein.
| Název horské chaty a výška      | Rok vybudování       | Poloha                                | Majitel |
| ------------------------------- | -------------------- | ------------------------------------- | --- |
| Reichenberger Hütte 2046 m      | 1905                 | Dolomity, u Cortiny d'Ampezzo         | CAI-Sektion Cortina „Rifugio Croda da Lago – Gianni Palmieri“ (1921)                                                                    |
| Neue Reichenberger Hütte 2586 m | 1926                 | Vysoké Taury,Lasörlinggruppe          | OeAV-Sektion Reichenberg |
| Rupertihaus 1265 m              | 1933–1942 (pronájem) | Steinernes Meer, Mühlbach amHochkönig | Lyžařský útulek v alpském hostinci Rupertihaus v Mühlbachu am Hochkönig, Sepp Bradl ho provozoval s manželkou až do roku 1982, privátní |

### Sekce Jablonec
V podhůří Jizerských hor vznikla Sekce Jablonec DuÖAV až 1. července 1903 (289. sekce DuÖAV). Jejím předsedou se stal Rudolf Poduschka (zástupcem učitel Nitsche). Spolkový život obohatil v roce 1906 zakoupený promítací aparát pro projekci na přednáškách, knihovna a v roce 1909 založený stavební fond pro výstavbu chaty a přístupových cest a samozřejmě od roku 1910 množství vysokohorských výstupů. Po první světové válce nesl spolek název Deutsche Alpenverein Gablonz/DAV Jablonec a v roce 1925 se stal (až do roku 1937) předsedou Oskar Redlhammer. Teprve v roce 1932 započala sekce s realizací výstavby chaty na pastvině Zwieselalm u Gosau (okres Gmunden s výhledem na jezero Gosausee a vrchol Dachsteinu). Z chaty se dalo vystoupit na vrcholy Donnerkogel, Hafner a Kesselwand.
| Název horské chaty a výška | Rok vybudování | Poloha                               | Majitel                                   |
| -------------------------- | -------------- | ------------------------------------ | ----------------------------------------- |
| Gablonzer Hütte 1550 m     | 1933           | Gosaukamm (Bischofsmütze)/ Dachstein | OeAV-Sektion Neugablonz (Bavorsko) - Enns |

### Sekce Varnsdorf

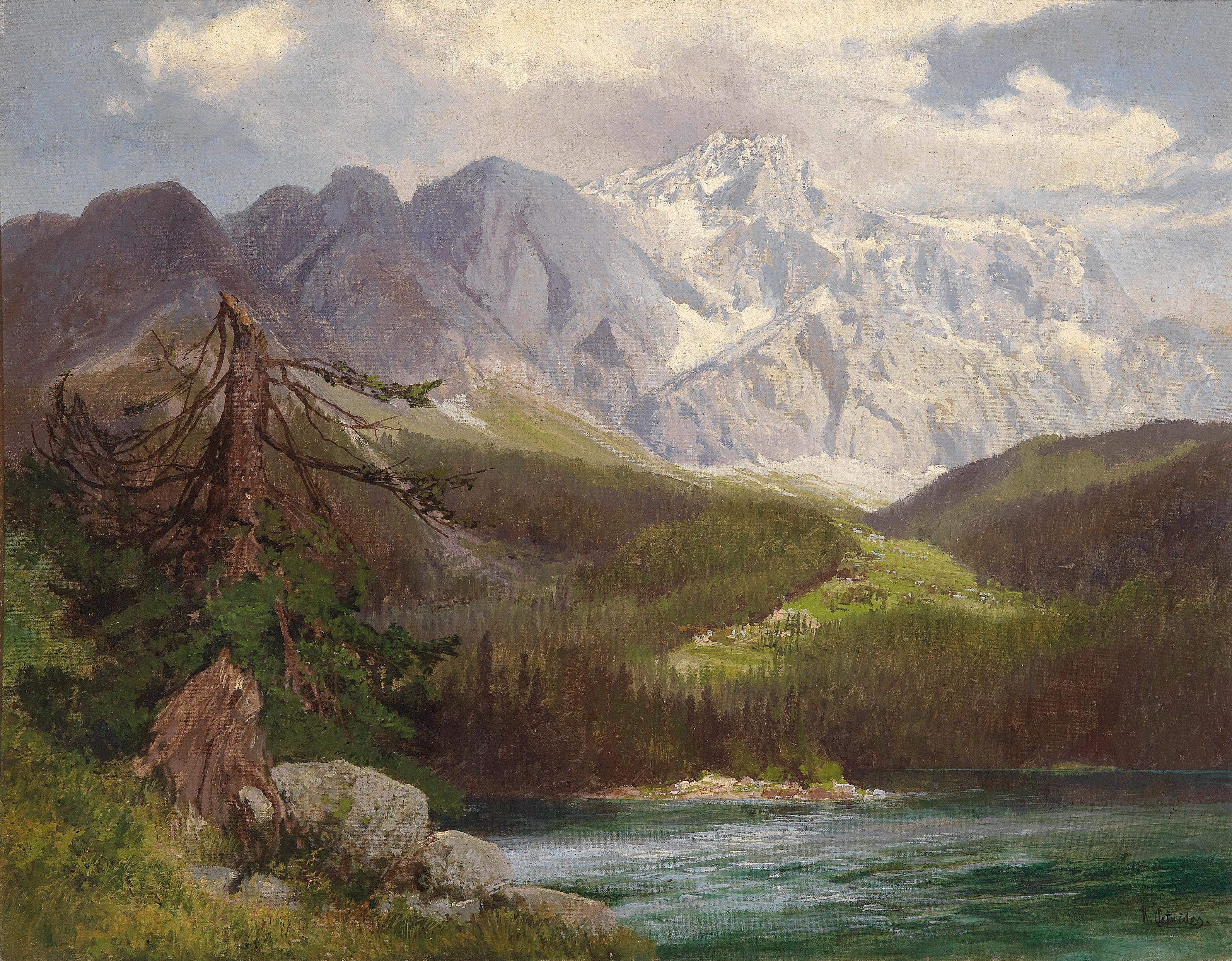
Gosausee a vrchol Dachsteinu, Konrad Petrides (1864–1944), olej na plátně: Dachstein mit Gosausee.

Z iniciativy velkoobchodníka Friedricha Ernsta Bergera z Herwigsdorfu u Zittau se sešlo 28. května 1887 16 obdivovatelů Alp a založili sekci Varnsdorf DuÖAV. Na valné hromadě v hostinci „Endlerschen Gasthaus“ ve Varnsdorfu byl Friedrich Ernst Berger zvolen předsedou (po dobu 52 let). Centry spolkové činnosti se stala města Varnsdorf v Rakousku-Uhersku a Žitava v Německu. Sekce Varnsdorf spolupracovala také s okolními sekcemi DuÖAV a jinými turistickými spolky (setkání v roce 1888 na Luži a v roce 1891 v Oybinu, setkání a pravidelné výlety po okolních skalách se sekcí z Nového Boru, Lausitz/Lužice a Liberce).
Jinak zřídila vlastní knihovnu, tak jako všechny sekce organizovala přednášky, společenské večery a pravidelné zimní slavnosti. Centrem aktivit v Alpách byla v červenci 1888 vybrána obec Krimml. I když se zde nacházela známá lokalita Krimmelské vodopády, turistická atrakce a celá oblast byla velmi špatně přístupná. Právě Varnsdorfská sekce nastartovala v oblasti Krimmlu její ekonomický rozvoj (například Anton Richter sponzoroval v obci výstavbu první elektrárny, sekce přidala finanční obnos na telefonické spojení Krimml-Neukirchen-Mittersill, předseda Berger inicioval výstavbu železnice „Pinzgaubahn“ z Zell am See). Do první světové války vybudovala sekce v této oblasti celkem 4 chaty.
Cestu ke Krimmelským vodopádům z nadmořské výšky 1090 m do výšky 1470 m a dlouhou 4 km projektoval inženýr Pick ze Salcburku. Na začátku cesty sekce umístila pamětní kámen s nápisem „Wassserfallweg, postaven 1900–1901 DuÖAV sekcí Varnsdorf, s pomocí ušlechtilých přátel přírody a spolků“. Po první světové válce byla sekce donucena se odloučit od mateřské organizace DuÖAV a přejmenovala se na Deutscher Alpenverein Warnsdorf/DAV Varnsdorf. Neugersdorfer Hütte připadla Itálii a z italské strany nedošlo nikdy k finančnímu vyrovnání. Zrovna tak byl členům sekce v novém československém státě znemožňován kontakt s původně spolupracujícími spolky v Německu. Znatelně ovlivnilo sekci také vyhlášení tzv. Tausend-Mark–Sperre, kdy nemohli cestovat němečtí turisté do Rakouska a samozřejmě ani alpinisté z Žitavy do Varnsdorfu. V roce 1935 se oddělila Děčínská skupina a založila DAV Tetschen.
| Název horské chaty a výška | Rok vybudování | Poloha            | Majitel                                                             |
| -------------------------- | -------------- | ----------------- | ------------------------------------------------------------------- |
| Warnsdorfer Hütte 2336 m   | 1891           | Venedigergruppe   | OeAV-Sektion Warnsdorf – Krimml.                                    |
| Zittauer Hütte 2329 m      | 1901           | Zillertalské Alpy | OeAV-Sektion Warnsdorf – Krimml                                     |
| Richterhütte 2367 m        | 1897           | Zillertalské Alpy | DAV-Sektion Bergfreunde Rheydt (1967)                               |
| Neugersdorfer Hütte 2568 m | 1907           | Zillertalské Alpy | Club Alpino Italiano (CAI), Finanční stráž „Rifugio Vetta d'Italia“ |

### Sekce Nový Bor
Ustavující schůze sekce Nový Bor/Sektion Haida DuÖAV se konala 22. října 1887, zakládající valná hromada 15. listopadu 1887 a povolena byla pražským místodržitelstvím 5. prosince 1887 (výnosem č. 101.955). Předsedou zvolila valná hromada Victora Fingera 1887–1894 (Franz Schiffner 1895–1899 a Fr. Fritsch 1900–1917). Spolek tak zaujal pozici 7. sekce DuÖAV v českých zemích. V počátcích svého fungování sekce vybudovala a označila cesty v Lužických horách, spolupracovala na cestě Zell am See – Moserboden (Stausee Mooserboden) a vybudovala přístupovou cestu na vrchol Klíče „Kleißweg“ a další cesty v okolí Nového Boru. Nejvíce spolupracovala s okolními alpskými spolky z Liberce a Varnsdorfu. Taktéž si pro svoji potřebu zřídila malou knihovnu. V novém Československu se musela sekce přejmenovat na Deutscher Alpenverein Haida/ DAV Nový Bor.
| Název horské chaty a výška | Rok vybudování | Poloha                                             | Majitel                                                                |
| -------------------------- | -------------- | -------------------------------------------------- | ---------------------------------------------------------------------- |
| Haidaer Hütte 2508 m       | plánovaná      | u jezera Wangenitzsee (Schobergruppe-Vysoké Taury) | nakonec ji stavěla sekce Moravia a nese název Wangenitzseehütte (1927) |

## Sekce v Podkrušnohoří

### Teplická sekce

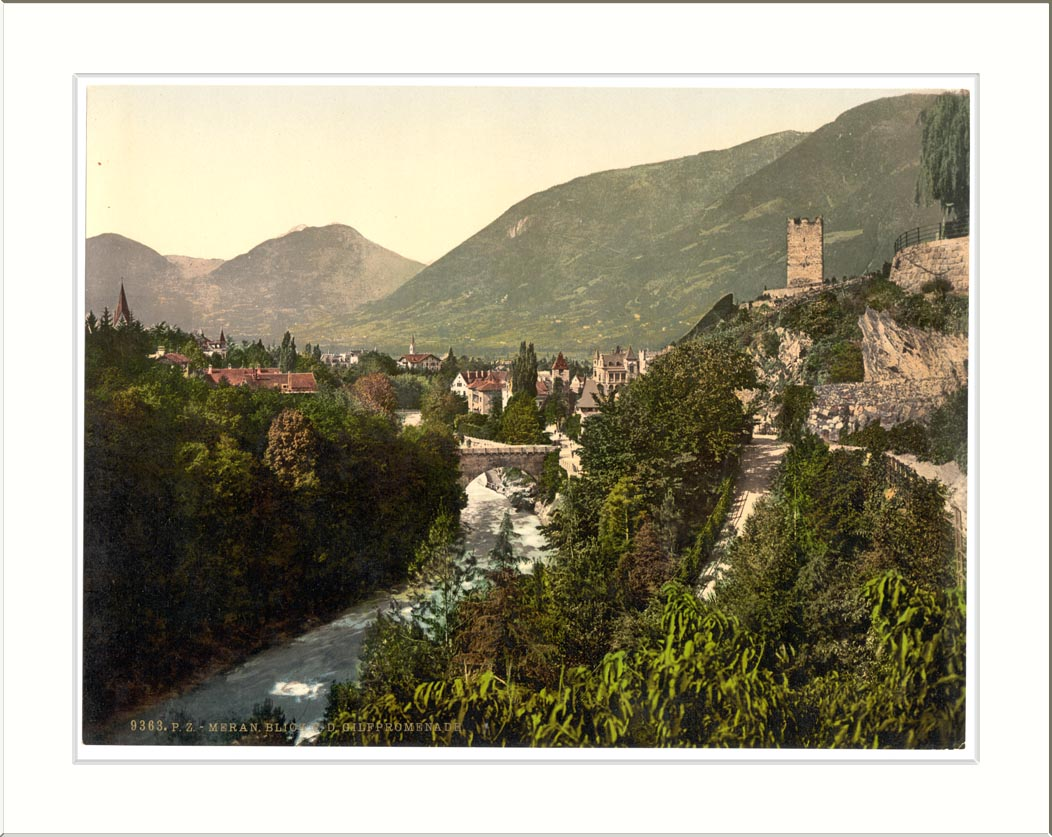
Merano – italské lázeňské město v provincii Bolzano (Rakousko-Uhersko)

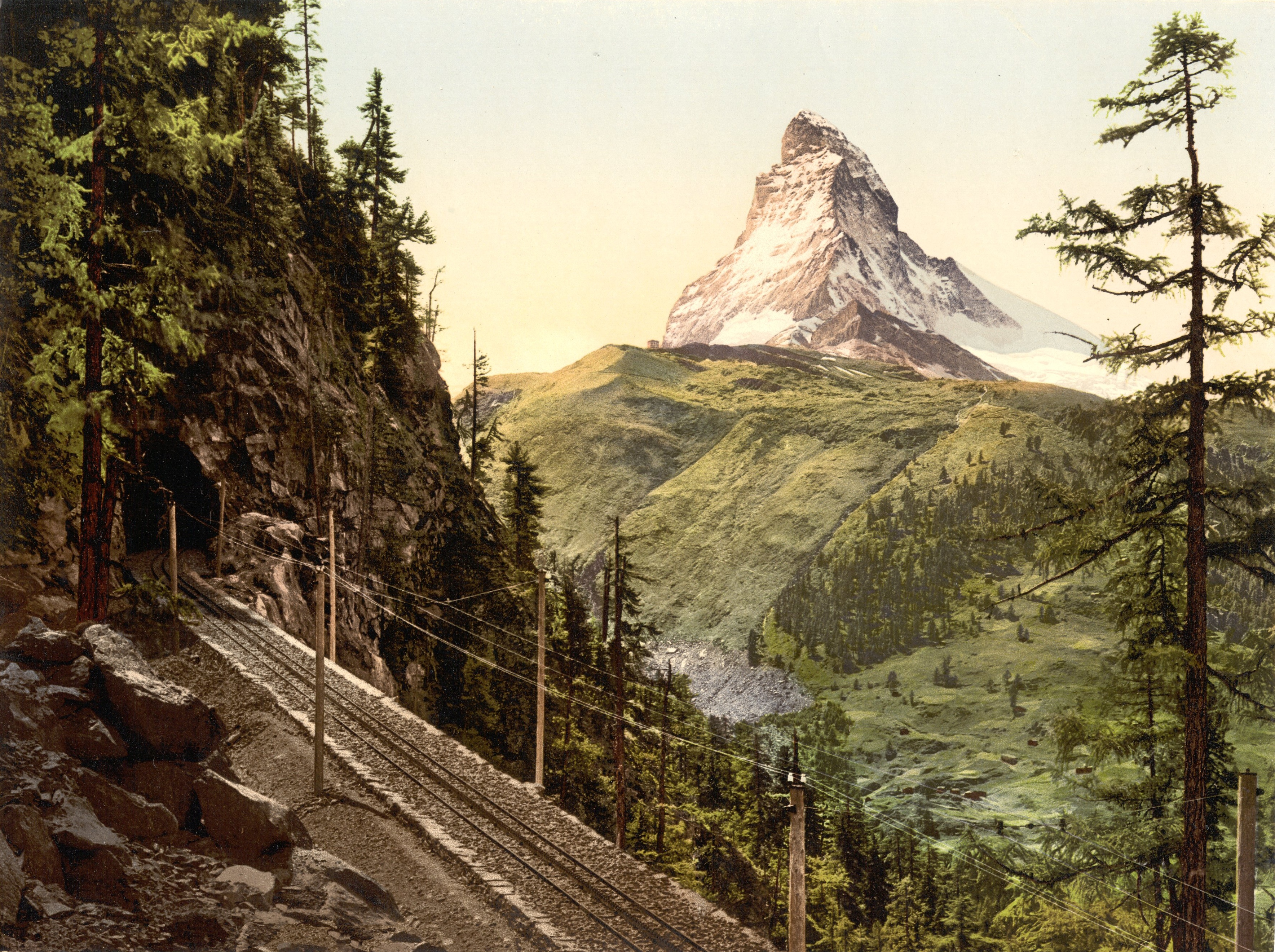
Gornergratbahn s Matterhornem kolem roku 1900

Obchodní rada Reginald Czermack, předseda Teplického horského spolku/Teplitzer Gebirgsverein, vášnivý turista a milovník Alp, po seznámení s Johannem Stüdlem a s Pražskou sekcí (do které okamžitě vstoupil) nakonec inicioval 21. února 1886 založení Teplické sekce/Sektion Teplitz-Nordböhmen (DuÖAV). V restauraci „Wellburg“ se tehdy sešli: Reginald Czermack-Wartek (dlouholetý předseda spolku), velkoprůmyslník Theodor Grohmann (von Hohenwidim, 2. místopředseda), Paul Bohlen (účetní spolku), Carl Müller (spolkový jednatel a knihovník), starosta Teplic Adolf Siegmund a August Gessner (správce chat ve výboru spolku). Teplická sekce byla 126. z celého DuÖAV po Praze a Aši a třetí na území Čech. Její speciální charakter odrážela členská základna pocházející z celých severních Čech (například z Litoměřic, České Lípy, Mostu, Chomutova, Kadaně, Sokolova, Kraslic a Chebu). Proto také byly v roce 1910 přijaty nové stanovy, které členy ze vzdálených měst zrovnoprávnily a mohlo docházet k zakládání místních skupin (1912 v Mostě, 1914 v Litoměřicích atd.). V roce 1900 vystřídal Czermacka na postu předsedy Teplické sekce Theodor Grohmann.
Teplická sekce pořádala své pravidelné týdenní schůze v restauraci „Zur Wellburg“, organizovala přednášky, kde informovali členové spolku o svých cestách a výletech (do Západních a Východních Alp, do Francie, Anglie, na Špicberky, do Himálají, ale i do Jižní Ameriky) a profesoři gymnázia vedli vědeckou osvětu. Plesy pořádané alpským spolkem pod speciálním mottem (1892 Kirchtag und Hochzeit in Ridnaun/Křest a svatba v Ridnaun, 1895 Winterfest in Meran/Zimní slavnost v Meráně) se staly významnou součástí teplického společenského života. Jaro a podzim se nesly v duchu společných výletů se sousedními sekcemi do okolních hor (například 17. dubna 1889 setkání saských a severočeských sekcí DuÖAV). Po takovém výletě následovala pravidelně večer oslava se zpěvem a projevy významných spolkových osobností.
Dobročinnost pod vedením Marie Grohmann (manželky Theodora Grohmanna, která byla také zdatnou alpinistkou) se zaměřovala na pozůstalé obětí přírodních katastrof v Alpách (například 1889 protržení přehrady v Martelltalu), na podporu chudých obyvatel v obcích ve své pracovní oblasti nebo rodinám zemřelých horských vůdců. Dne 20. října 1890 založila sekce Alpský kuželkářský klub/Alpine Kegelklub a v roce 1899 vstoupila do Alpského záchranného výboru/Alpiner Rettungsausschuss. Alpskou činnost směřovala Teplická sekce do oblasti Ridnaun v Stubaiských Alpách, kde do roku 1890 postavila 4 chaty a do vypuknutí první světové války stihla vybudovat ještě další tři.
Během války byly dvě chaty zničeny a čtyři zůstaly na území Itálie. Po první světové válce byla sekce donucena k opuštění „mateřského spolku“ DuÖAV a založila spolek s názvem Deutsche Alpenverein Teplitz-Nordböhmen/Německý alpský spolek Teplice-Severní Čechy (DAV Teplice). Od roku 1914 se do roku 1935 rozrostla členská základna na 740 členů. Poválečným předsedou se stal až do roku 1927 Robert Mitscherlich, po něm Ing. Karl Jirsch. Při výstupu na Langkofel v roce 1937 zahynul Jirsch společně se správcem chaty F. Lindermannem a při výstupu na Matterhorn se zřítil F. Ovesny. Spolku až do roku 1945 předsedal Hermann Löcker. Teplická sekce patřila k nejbohatším v Čechách.
| Název horské chaty a výška  | Rok vybudování | Poloha                      | Majitel |
| --------------------------- | -------------- | --------------------------- | --- |
| Teplitzer Hütte 2254 m      | 1887           | Stubaiské Alpy              | 1888 zničena vichřicí |
| Neue Teplitzer Hütte 2650 m | 1889           | Stubaiské Alpy              | CAI-Sektion Sterzing (1921), Autonomní provincie Bolzano (2011), Feuersteinhütte, Rifugio Vedretta Pendente all'Hangenderferner, Rifugio Montarso                                                              |
| Grohmannhütte 2254 m        | 1889           | Stubaiské Alpy              | vybudována místo zničené první Teplitzer Hütte, CAI-Sektion Sterzing (1921) Autonomní provincie Bolzano (2011) Rifugio Vedretta Piana                                                                          |
| Teplitzer Schutzhaus        | 1898           | Stubaiské Alpy              | 1921 - pohraniční stráž ji uvolnila pro CAI-Sektion Sterzing až v roce 1979, 2010 Autonomní provincie Trentino-Südtirol                                                                                        |
| Müllerhütte 3145 m          | 1891           | Stubaiské Alpy              | 1891 profesor Müller, 1894 odkoupila Teplická sekce, 1908 přestavěna Teplickou sekcí na Erzherzog-Karl-Franz-Josef-Schutzhaus, CAI-Sektion Bozen (1921) Autonomní provincie Bolzano (2011) Rifugio Cima Libera |
| Glorer Hütte 2642 m         | 1886           | Vysoké Taury-Glocknergruppe | 1924-Sektion Donauland, Teplická sekce (1938 - 1952), DAV-Sektion Eichstätt (1968) |
| Leitmeritzer Hütte 2260 m   | 1888           | Dolomity-Lienz              | 1906 koupila Sekce Karlsbad a přejmenovala na Karlsbader Hütte |
| Deutsche Jugendherbergswerk | 1888           | Lienz, Sterzing, Ridnaun    | chybí záznamy |

### Sekce Ústí nad Labem

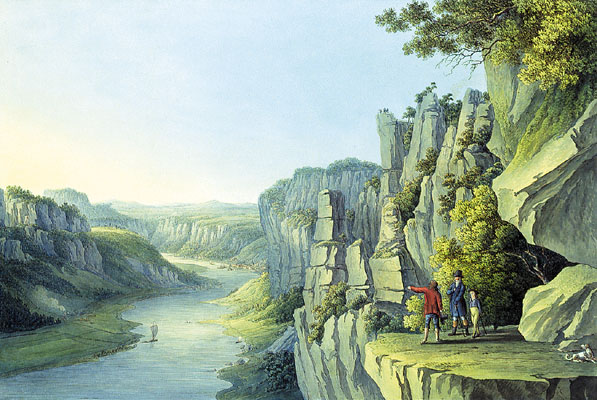
Českosaské Švýcarsko, malíř August Richter (1801–1873)

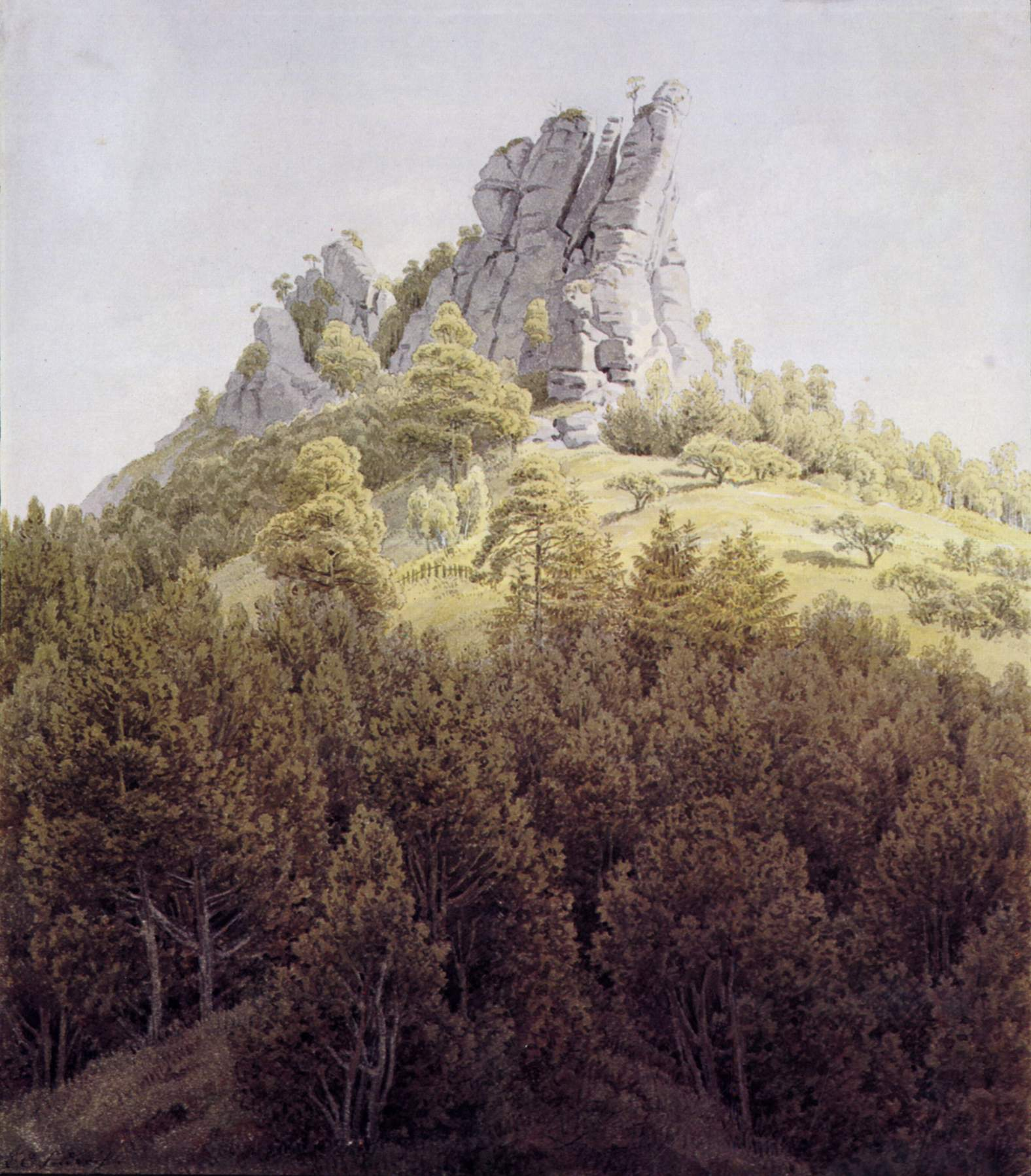
Caspar David Friedrich – Der Heldstein bei Rathen an der Elbe/Heldstein u Rathenu nad Labem (1828), Saské Švýcarsko-Východní Krušné hory

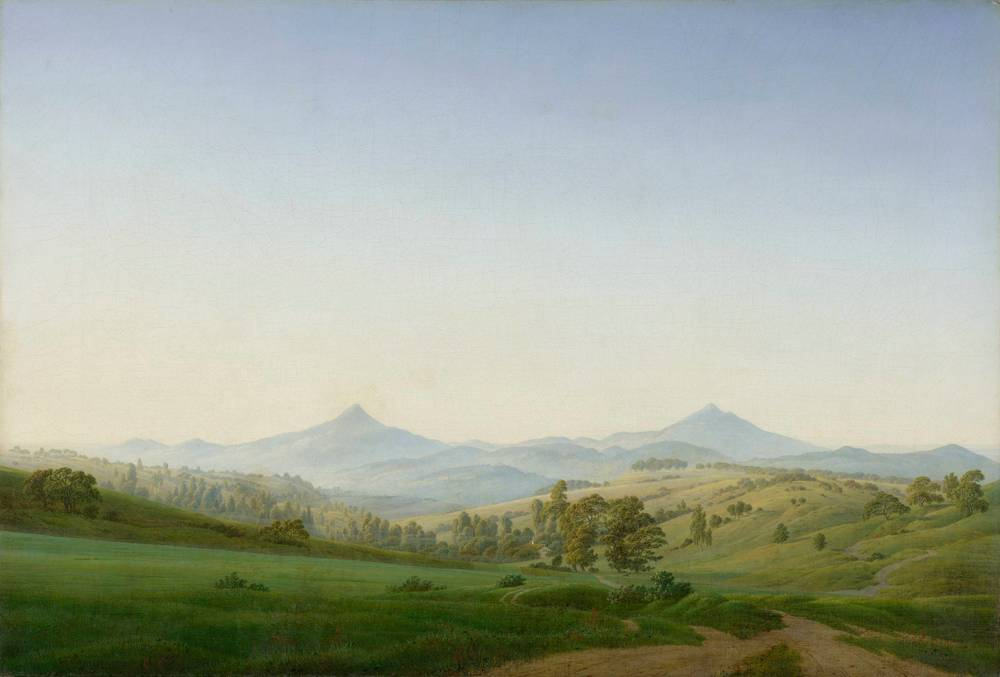
Caspar David Friedrich – České středohoří – Milešovka

Zájemci o cestování a horolezení v Alpách z Ústí nad Labem se nejprve sdružovali pod Teplickou sekcí DuÖAV, při ní v roce 1886 založili místní skupinu a z iniciativy Karla Müllera, profesora na státním gymnáziu v Ústí nad Labem, byla 14. ledna 1904 na zakládající schůzi založena Sekce Ústí nad Labem/Sektion Aussig DuÖAV. Ředitel továrny Albert Behnisch byl zvolen prvním předsedou, zástupcem Karl Müller a pokladníkem Paul Müller. Sekce pod vedením Karla Müllera pořádala přednášky s promítáním fotek, v plesové sezóně věneček a disponovala malou knihovnou s alpskou a horolezeckou tematikou.
V roce 1913 nahradil Karla Müllera nový předseda Otto Fitz, v roce 1916 Konalius a v roce 1921 Walter Maresch. Po první světové válce a po přejmenování na DAV Ústí/DAV Aussig byl spolek členem centrálního svazu VDAV. Sekce se stala také jedním ze zakládajících členů spolku Sudetoněmecká chata/Sudetendeutsche Hütte. Mezi významné ústecké horolezce patří například Anton Purksch a Karl Hejduk. V roce 1937 se spolek snažil se Saským horolezeckým svazem/Sächsischer Bergsteiger Bund vytvořit společné horské záchranné služby v Labských pískovcích, Tisé a Saském Švýcarsku.

### Sekce Litoměřice
V roce 1886 se na výzvu ze sekce Teplice DuÖAV přihlásili první zájemci o Alpy a turistiku v Alpách. Notář Franz Kurz dokázal nadchnout ještě dalších 20 členů a tak mohlo dojít k založení místní skupiny při sekci Teplice. Reginald Czermak, předseda Teplické sekce zprostředkoval výstavbu chaty v Lienzských Dolomitech u jezera Laserzsee (1888 Leitmeritzer Hütte). Po litoměřické alpské skupině byl také nazván jeden z vrcholů v okolí chaty (Leitmeritzer Spitze). Tísnivá finanční situace v roce 1906 nakonec donutila teplickou sekci chatu prodat Karlovarské sekci. O prvovýstupy v Dubských skalách se zasloužili: Eduard Kittel, Ernst Lange, Picha a dále jejich žáci Hanikirsch, Hönig, Kullich, Stolba.
Slézali pískovcové skály v okolí Blíževedel, Úštěku a údolí Roklice východně od Litoměřic. Mezi průkopníky lyžování v okolí Litoměřic se zařadili: Karl Metzner s kolegou Ernstem Langem učitelem tělocviku na reálné škole. V roce 1931 zahynul litoměřický advokát Dr. Willi Hanikirsch, správce Sudetoněmecké chaty, při slézání jihovýchodního hřebene Kendlspitze. Po válce v roce 1922 byl založen Deutsche Alpenverein Leitmeritz/DAV Litoměřice. Pováleným předsedou sekce se stal Eduard Kittel (až do roku 1940) a sekce vstoupila do centrálního svazu VDAV. V prosinci 1935 při sekci vznikla mládežnická skupina „Jungmannschaft“. Lyžařská skupina alpského spolku byla rovněž součástí HDW a vlastnila útulnu s 25 místy u obce Němčí na Litoměřicku. V roce 1927 vstoupil DAV Litoměřice do spolku Sudetoněmecká chata.

### Žatecká sekce
Členy Pražské, Karlovarské a Teplické sekce DuÖAV se snažil sjednotit do samostatné Žatecké sekce už v roce 1905 knihovník Josef Kern. Úspěšným byl až 27. října 1913 drážní doktor Edmund Nohel, kterému se podařilo po ustavující schůzi svolat 9. března 1914 za účasti 22 členů valnou hromadu a následně zvolit výbor Žatecké sekce/Sektion Saaz DuÖAV: Edmund Nohel (1. předseda), Franz Gregor–Schiess (2. předseda) a Franz Kaiser (pokladník). Rozbíhající se spolkovou činnost a výlety zprvu jen do Krušných hor a Českého Středohoří přerušila první světová válka a hned v začátku narukovalo 31 členů. Stejně jako ostatní alpské spolky změnila Žatecká sekce po vzniku Československa stanovy a přejmenovala se na Deutsche Alpenverein Saaz/DAV Žatec. Předsedou spolku byl zvolen v roce 1925 Josef Thiele (až do roku 1939) a členstvo se každou sobotu scházelo v obchodě s lahůdkami Pimpl. Přednášky a plesy se odehrávaly ve společenském domě Schützenhaus (Střelnice).

## Sekce v západních Čechách

### Ašská sekce
První alpský spolek v západních Čechách (druhý na území Českých zemí po sekci Praha) byl založen za velkého přispění Christiana Justa dne 20. června 1878 jako Ašská sekce/Sektion Asch DuÖAV s členy: Gustav Holstein, Eduard Klaubert, Adolf Panzer, Gustav Panzer, Ernst Ploss, Gustav Wolfrum a Erdmann Scheithauer. Zakládající valná hromada následovala 11. ledna 1879 a prvním předsedou se stal Christian Just. Až do druhé světové války tvořili členskou základnu především akademici a příslušníci dobře situovaného měšťanstva, právníci, učitelé a obchodníci. Hlavním cílem sekce, tak jako všech spolků DuÖAV, byla spolupráce na objevování a zpřístupnění Alp. Ašská sekce si také předsevzala, že umožní prožitek přírody a turistiku také těm méně majetným obyvatelům, kteří si cestování do Alp dovolit nemohou.

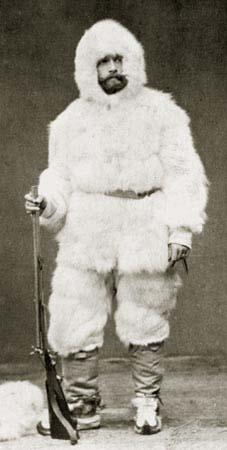
Julius von Payer – polárník

O výstupech na významné Alpské vrcholy (Ortler, Zugspitze, Watzmann atd.) přednášeli členové sekce na svých přednáškách. Předseda chebské sekce Lauterer lezl ve Stubaiských Alpách, v Dolomitech, v Kaisergebirge, ve skupině Ankogelu. Dr. Lederer zdolal vrchol Watzmann v Berchtesgadenských Alpách, Olperer, Dachstein a další. Richard Baumgärtel vystoupil na Monte Rosu, Matterhorn a Mont Blanc. Heinrich Geipel, Richard Baumgärtel, Karl Ludvik a Willy Berthold zdolali v Dolomitech Tre Cime di Lavaredo za pomoci průvodce Seppa Innerkoflera.
Nácvik probíhal v domácí oblasti u obce Skalka ve skalním městě nazývaném Rommersreuthské Švýcarsko/Romersreuther Schweiz (také Goethovy skály). Lezecké kurzy zde pořádali ašští alpinisté Heinrich Geipel, Richard Baumgärtel a Willy Berthold. Ašská sekce vybudovala ale i hustou síť značených cest na úplném západě ve výběžku Českého lesa i Krušných hor a značenou cestu po hlavním hřebeni Krušných hor. Zájem místních členů o bruslení a lyžování vedl v roce 1909 k založení Spolku zimních sportů/Wintersportverein, k čemuž se jí podařilo zakoupit pozemek u Hainberghausu. Ještě tentýž rok na něm postavila sáňkařskou dráhu (984 metrů dlouhá a s výškovým rozdílem 117 metrů). Dráhu nevyužívali jen místní sportovci, přijížděli si zasportovat také z Bavorska a Saska.
Na přednáškách se návštěvníci dozvídali o krásách a výstupech ve Skandinávských horách, o Egyptě nebo Alžíru. Například Julius von Payer přednášel o svých polárních expedicích, Ferdinand Penzel upoutal vyprávěním o svém cestování po Jávě, Ceylonu, východní Indii a Himálaji a Gustav Wolfrum seznamoval obecenstvo s výstupem na Etnu. Zrovna tak pořádala sekce oblíbené plesové věnečky (například kostýmní věneček s alpskými dekoracemi a motivy (Dachstein, Tre Cime, Watzmann, Zugspitze). Ašská sekce působila v Tyrolsku v okresu Landeck v oblasti kolem vesnice See. Mimo výstupů, budování chat a přístupových cest spolupracovala také s místním obyvatelstvem. Ašští alpinisté zavedli ve své pracovní oblasti tradici vánočních stromků a až do začátku druhé světové války se na den Tři králů scházeli v místní škole s ozdobeným stromečkem. Spolek také zajistil dárky pro děti (většinou nejnutnější oblečení).
Po první světové válce a rozpadu Habsburské monarchie připadlo Jižní Tyrolsko Itálii, čímž Ašská sekce přišla skoro o celé území své alpské činnosti. V Československu se pod pohrůžkou zrušení musela distancovat od zahraničních centrálních organizací a přejmenovala se na Německý alpský spolek Aš bývalé sekce Aš DuÖAV/Deutscher Alpenverein Asch der ehemaligen Sektion Asch des Deutschen und Österreichischen Alpenvereins a stala se členem VDAV. Poničené chaty dávala několik let do pořádku. K 50letému výročí existence spolku uspořádali členové 24. listopadu 1928 oslavu a sekce vydala i ročenku.
| Název horské chaty a výška | Rok vybudování | Poloha               | Majitel                                                                             |
| -------------------------- | -------------- | -------------------- | ----------------------------------------------------------------------------------- |
| Ascher Hütte (2256 m)      | 1896           | Samnaunské Alpy, See | (před tím Ascher „Nothhütte“ 2200 m), 1945 OeAV, 1960 DAV-Sektion Pfaffenhofen-Asch |
| Hainberghaus (752 m)       | 1884           | Háj u Aše/Hainberg   | 1945 zestátněn ČSSR, po roce 1989 pronájem privátní, 2009 chata vyhořela            |

### Chebská sekce

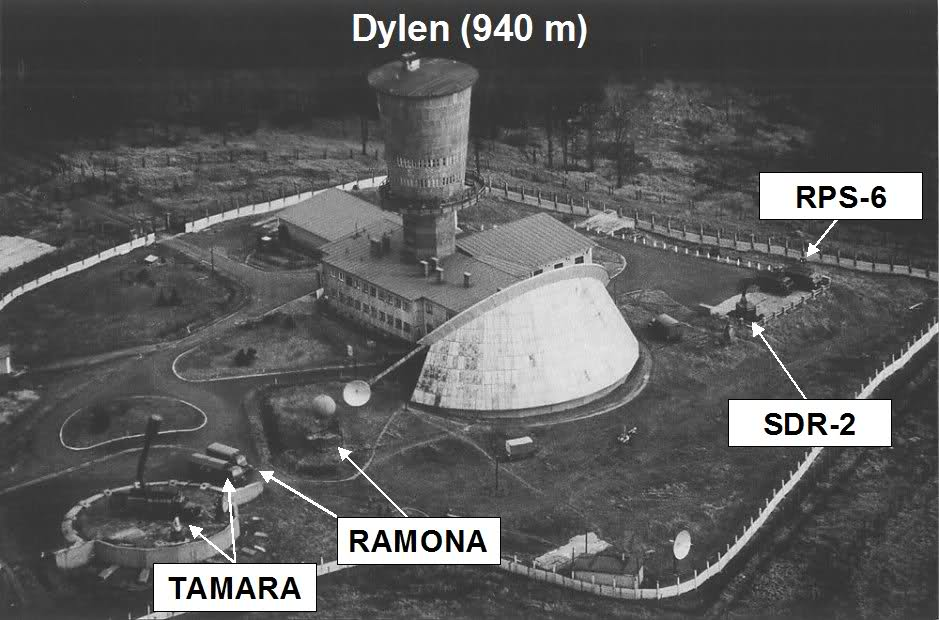
Oblast působení Chebské sekce ve velké míře skončila za železnou oponou. V 60. letech byl sportovní areál Dyleně komunistickou vládou zlikvidován a na jeho místě vznikl rozsáhlý vojenský areál (pozemní průzkumné stanoviště rádiového a radiotechnického průzkumu, pozorovací hláska radiotechnického praporu Kříženec a rota Pohraniční stráže – VÚ 7495 Dyleň). Dyleň patřila do soustavy monitorovacích a odposlechových stanovišť podél hranici s bývalou NSR. Další se nalézaly například v Chebu, na vrchu Velký Zvon, Havran či Poledník. Nové odposlechové zařízení stihla komunistická vláda nainstalovat ještě v září 1988. Armáda opustila Dyleň v roce 1992. Po pádu železné opony se Dyleň stala nakrátko přístupná. V roce 1994 vojenský areál zakoupila firma Radio Egrensis pro zřízení vysílače a areál je opět nepřístupný. Velká budova bývalé roty chátrá.

O založení Chebské sekce se zasloužil továrník ing. Dominik Kreuzinger a jeho přítel advokát JUDr. Eduard Lederer. Z jejich iniciativy byla 10. prosince 1893 svolána do chebského hotelu Neuberger přípravná schůze k založení vlastní Sekce Cheb a Chebsko/Sektion Eger und Egerland DuÖAV. České místodržitelství v Praze uznalo novou chebskou sekci svým výnosem z 28. března 1894 a na ustavující valné hromadě 13. června 1894 si přítomní členové zvolilil do funkce předsedy Hanse Lauterera. Stanovy alpského spolku zdůrazňovaly mimo činnosti v Alpách také zaměření na turistiku v domácích horách.
Sportovní činnost chebského sekce sestávala z pravidelných turistických výletů do okolních hor (například výlet přes Žandov, Židovskou pastvinu, Eberneth, Lobzy, Milíře, Krudum a Sokolov), z horolezecké činnosti v Alpách, z budování a značení turistických cest a cvičné horolezecké činnosti v Čechách (Vysoký kámen/Hoher Stein v Halštrovských horách – styl bouldering). Populárnost zimních sportů na přelomu 19. a 20. století vedla k založení vlastního oddílu pro zimní sporty. Provozovaly se skoky na lyžích, sáňkování, zimní turistika, běžecké a slalomové závody (první lyžařské závody v roce 1892 v Rossbachu). U turistické chaty Tillenberghaus vybudované v roce 1926 nakonec vzniklo lyžařské centrum. Okolí chaty využívala sekce zejména jako cvičný lyžařský prostor a pořádala zde lyžařské kurzy. V roce 1931 se zde konaly lyžařské závody „Okolo Dyleně“ (Rund um den Tillen) a sjezdový závod s překážkami.
Přednášky s alpskou, turistickou a geografickou tematikou pořádali do rozpadu monarchie členové sekce, po první světové válce přednášeli i členové ostatních sekcí alpského spolku (z Československa i z Rakouska). Veřejnost seznamovali hlavně s vysokohorskými a turistickými túrami z oblastí Alp, ale objevily se i přednášky z cest na Sicílii, do Bosny, Dalmácie, Černé Hory, Severní Ameriky, Skandinávie a později i do Himálaje nebo vědecká témata (ledovce, fotografování). Zájem o přednášky byl tak velký, že je sekce musela pořádat velkém sále městské knihovny v Chebu. Od roku 1905 se používalo i promítání diapozitivů. Ve společenském životě nechybělo ani pořádání plesů (například 30. ledna 1932 ples na motiv operety z alpského prostředí Im weissen Rössl am Wolfgangsee/Na bílém běloušovi u Wolfgangsee s krojovaným tanečním souborem krojovaný taneční soubor Rododendron). Turistická chata Egerer Hütte (Pragser Seekofel) připadla po válce Itálii. Sekce podle nových československých poměrů nesla název DAV Cheb/DAV Eger a na konci 30. let 20. století odolávala přicházejícímu nacionalismu z Německa.
Aby se spolek nedostal do německých nacionálních proudů a aby ochránil členy před nepředloženým jednáním, obrací předsednictvo pozornost na staré prosby mnoha členů: na obdržení a spravování vlastní oblasti působení v Alpách.
Ročenka vydaná ke 100 letů sekce Cheb
| Název horské chaty a výška    | Rok vybudování | Poloha                        | Majitel |
| ----------------------------- | -------------- | ----------------------------- | --- |
| Tillenberg Schutzhaus         | 1926           | Vrch Dyleň v Českém lese      | v době 2. světové války chátrá, po roce 1945 zestátněna a po demolici na jejím místě v době studené války vznikla vojenská strategická radarová základna. |
| Egerer Hütte 2350 m           | 1907           | Dolomity                      | 1925 Club Alpino Italiano (CAI)-Sektion Biella-Rifugio Biella, CAI-Sektion Treviso s přídavkem v názvu Croda del Becco (Seekofelhütte)                    |
| Egerland Hütte 1770 m         | 1907           | Steinberge                    | 1936 Linzer Hütte, 1983 privátní „Radstädter Hütte“ |
| Bubenreuther Hütte 1818 m     | 1969           | Schober-Kals am Großglockner  | před tím Lesachhütte, 1969 pronájem DAV - Ortsgruppe Bubenreuth der Sektion Eger und Egerland, neprodloužen pronájem a od 1994 privátní                   |
| Neue Bubenreuther Hütte 950 m | 1997           | okres Zell am See, Piesendorf | náhrada za Bubenreuther Hütte 1818 m, DAV-Sektion Eger-Egerland, přikoupen v roce 1985 Haus Egerland 510 m ve Franském Švýcarsku                          |

### Karlovarská sekce
Karlovarská sekce/Sektion Karlsbad DuÖAV byla ustanovena 15. září 1901 v hotelu Post a státní místodržitelství v Karlových Varech ji 16. prosince povolilo výnosem č. výnosem 233619. Na valné hromadě 16. února 1902 členové spolku zvolili karlovarského speditéra Karla Schöttnera předsedou (až do roku 1938) a učitel Gusta Kutchera jej zastupoval. Nadšenci alpinismu se do té doby scházeli pod Pražskou sekcí a iniciovali v roce 1883 výstavbu chaty v Matschertalu v Jižním Tyrolsku, která na jejich počest nesla jméno Karlsbader Hütte. V roce 1902 došlo také po vzniku samostatné sekce k přejmenování Karlovarské chaty na Höller Hütte a připadla Pražské sekci.

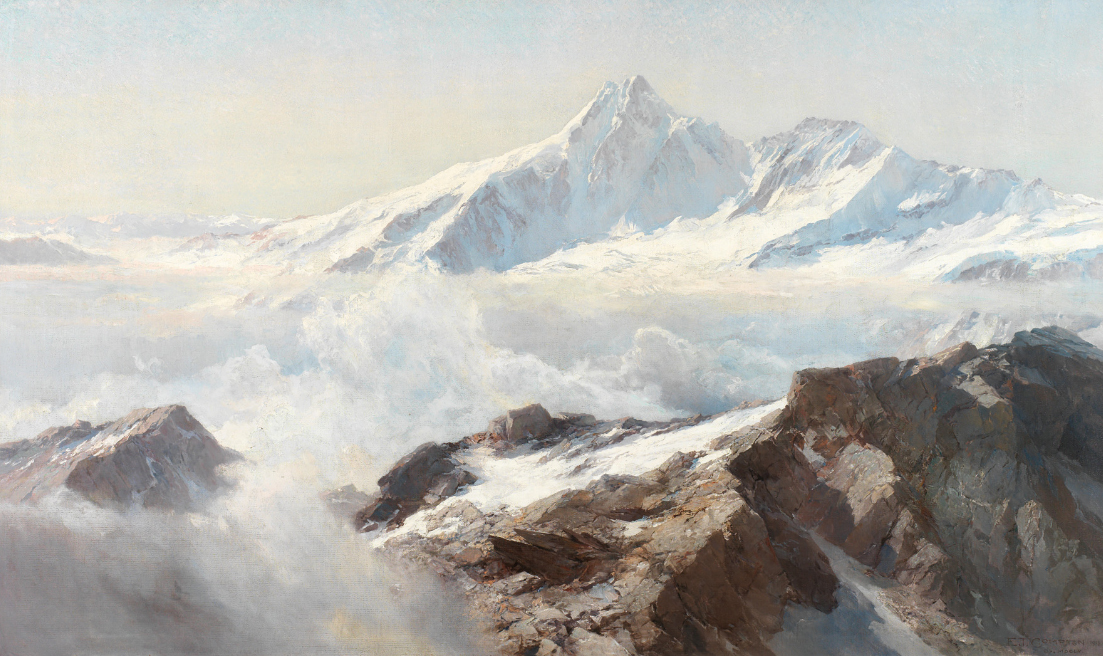
Großglockner, olej na plátně 1918

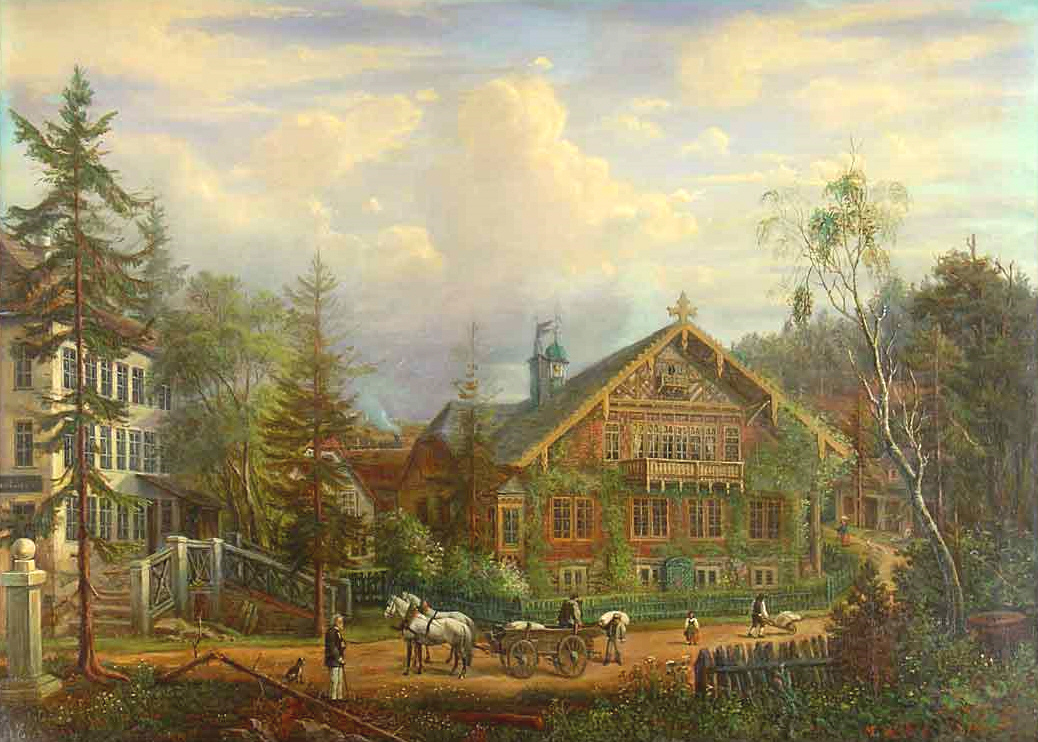
Vejprty/Weipert, mlýn 1875

Karlovarský cyklistický spolek/Karlsbader Radfahrerverein (jehož členové tvořili i členskou základnu Karlovarské sekce) věnoval alpinistům promítací přístroj, takže pořádané spolkové přednášky obohacovala celá řada fotografií z cest a výstupů. Do spolkové kasy putovaly i finance z rozpuštěného Krušnohorského spolku Karlovy Vary/Erzgebirgsverein Karlsbad, po kterém se sekce dále věnovala turistické činnosti v Krušných horách a založila Informační centrum pro túry do dalekého okolí/Auskunftshalle für Touren in die weitere Umgebung. Mimo aktivní turistiky v Krušnohoří vydala také Schöttnerovu publikaci Průvodce do dalekého okolí Karlových Varů/Führer durch die nähere und weitere Umgebung von Karlsbad. V roce 1911 založili alpinisté místní skupiny ve Vejprtech a v Žatci. Po válečné stagnaci a znovu nastartované aktivní činnosti vznikla v roce 1922 další nová místní skupina v Kraslicích.
Již v novém Československu (1921) jako DAV Karlovy Vary/Deutscher Alpenverein Karlsbad odhalila sekce 12 padlým členů pamětní desku v blízkosti Karlsbader Hütte. Členskou základnu tvořilo v roce 1922 486 členů, v 30. letech měla něco kolem 600 členů a v roce 1933 už to bylo 686 alpinistů. Horolezecká činnost se odehrávala převážně v oblasti Karlsbader Hütte a sekce pořádala i horolezecké školy. Geolog Danzer se zřítil v roce 1922 při sestupu z Großglockneru na hřebeni Stüdlgrat (nazvaný po Johannu Stüdlovi) a Maria Tietz v roce 1935 u Croda di Lago. V roce 1923 založil DAV Karlovy Vary svůj lyžařský oddíl, kterému předsedal Otto Stieff a sdružoval kolem stovky lyžařů. Oddíl pořádal zimní lyžařské výlety, lyžařské kurzy, ale největší zásluhu měl na zakoupení a provozu Bergheimu Gottesgab/Boží Dar. Válka přerušila plány na odlesnění lyžařské trasy z Klínovce do Jáchymova.
Karl Schöttner působil ve funkci prezidenta Zemského svazu pro cestovní ruch v Německých Čechách/Landesverband für Fremdverkehr in Deutschböhmen, v období 1923–1925 předsedal VDAV, v letech 1927–1931 se stal členem centrálního výbor DuÖAV. DAV Karlovy Vary stál při zrodu spolku Verband Sudetendeutsche Hütte a spolupracoval s turnerskými spolky v Karlových Varech. Členové spřátelených spolků tak využívali ubytovací slevu na chatě na vrcholu Božího Daru/Bergheim Gottesgab. Členství DAV Karlovy Vary v HDGW (Hauptverband Deutscher Gebirgs-und Wandervereine) od roku 1923 opravňovalo alpský spolek využívat slev na cestování. Dne 24. ledna 1939 byl spolek zglajchšaltován pod NS-Deutscher Reichsbund für Leibesübungen, pod kterým fungoval jako pobočka DAV Innsbruck pod názvem „Deutscher Alpenverein Zweig Karlsbad“.
| Název horské chaty a výška | Rok vybudování | Poloha                 | Majitel |
| -------------------------- | -------------- | ---------------------- | --- |
| Karlsbader Hütte 2260 m    | 1888           | Lienz-Dolomity         | 1888 nejprve Leitmeritzer Hütte, 1906 koupil DuÖAV-Sekce Karlsbad a přejmenovala ji na Karlsbader Hütte, DAV-Sektion Karlsbad |
| Bergheim Gottesgab 1020 m  | 1928           | Krušné hory – Boží Dar | neznámý |

## Sekce na Moravě

### Brněnská sekce
Zakládající schůze nové sekce Morava /Sektion Moravia DuÖAV (dále Brněnská sekce) se konala 15. února 1882 a do výkonného výboru byli zvoleni: předseda Karl Kandler a dále August Berger, Franz Brenner, Cornelius Hože, Josef Palliardi, P. Ambros Poye, P. Anselm Rambousek, Heinrich Sonneck a Otto Sporner. Podle ročenky byl velký zájem o členství podnícen i slevami na železnici, parnících a chatách. Činnost spolku nevybočovala nijak z běžné alpinistické rutiny. Brněnská sekce povzbuzovala v zájmu o Alpy, pořádala pravidelná setkávání členů a přednášky, na kterých se členská základna prezentovala zážitky z cest. Například v roce 1882 profesor A. Makowský seznámil veřejnost se svou cestou do Švýcarska, C. Hože přednášel o zdolání Triglavu a Bischofsmütze.

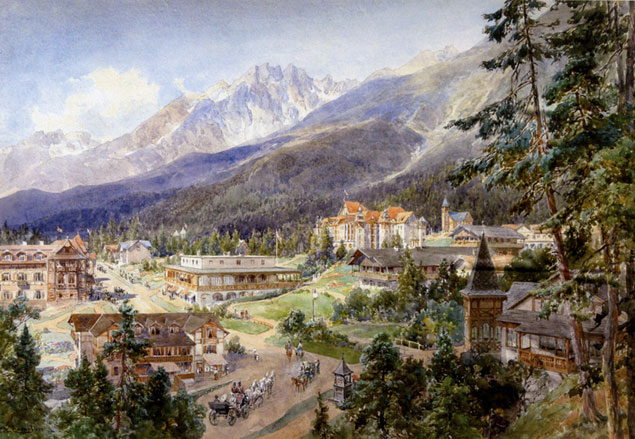
Edward Theodore Compton: Vysoké Tatry (Hohe Tatra) – Starý Smokovec (Altschmecks), akvarel 1890

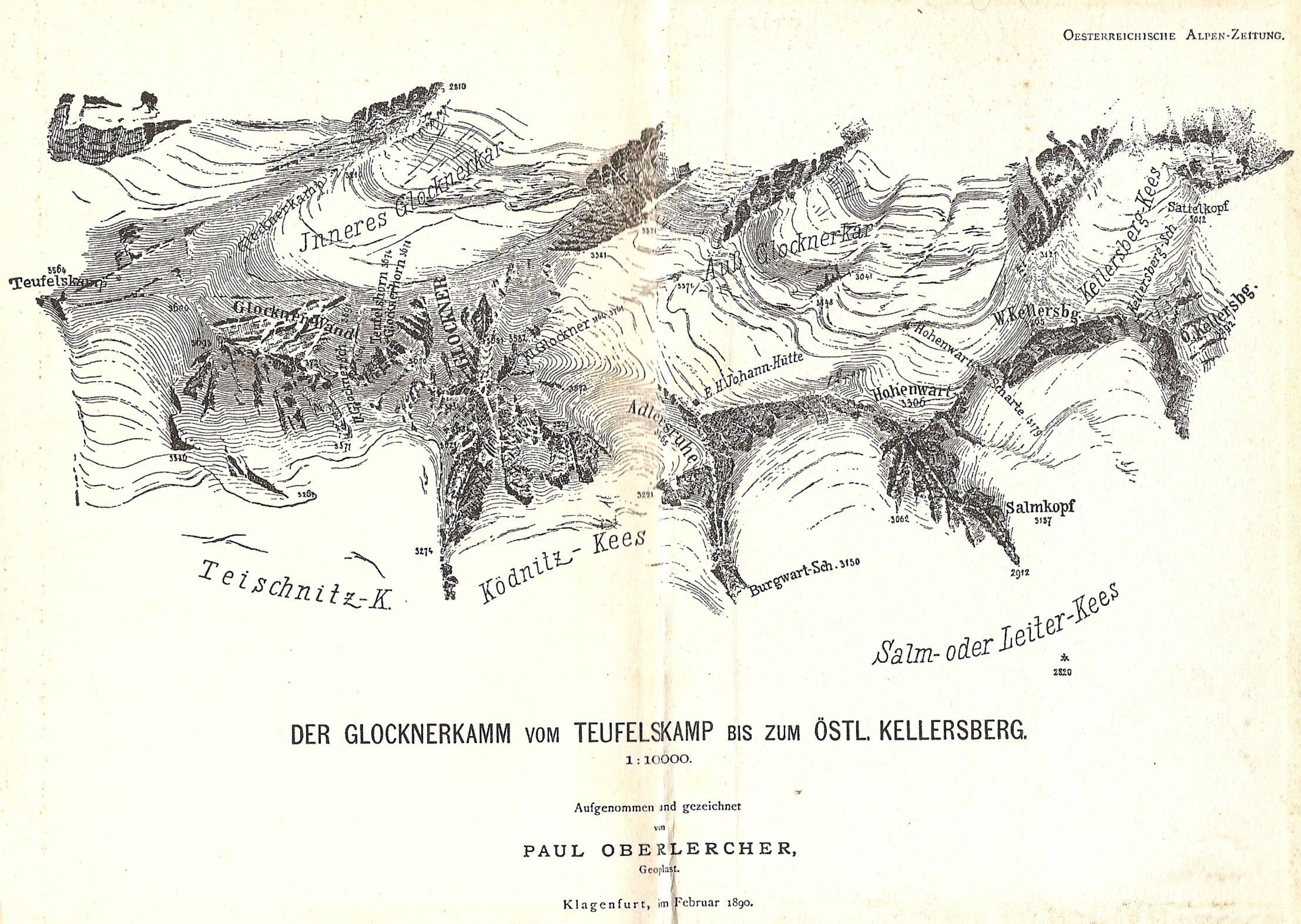
Mapa hřebenu Glocknerkamm od Paula Oberlerchera z roku 1890 (Karte des Glocknerkamms von Paul Oberlercher 1890)

Ani u Brněnské sekce nechyběla tolik potřebná knihovna. Výlety pořádala sekce hlavně do okolí Brna. Spolek v dalších letech vedli: hlavní stavební rada a docent na Německé technické vysoké škole v Brně Josef Wolfschütz (1913–1922), Wilhelm Innerhuber (1922–1923) a hlavní stavební inspektor v Brně Ferdinand Koza (od roku 1923). Po první světové válce se sekce přeměnila na samostatný Deutscher Alpenverein Moravia (DAV Moravia)/Německý alpský spolek Morava a společně s 12 alpskými spolky v novém Československu tvořila VDAV. Jednalo se samozřejmě o odtržení formální a spolupráce s ostatními německými spolky, i když za ztížených politických podmínek, fungovala dál. V meziválečném období se jejich centrem a společenským setkávacím místem stal brněnský Německý dům, kam spolek směřoval přednášky, alpské literární večery, slavnostní večery a červencovou slavnost. Od roku 1931 si alpinisté mohli posloužit vlastním tiskem „Bergwart“.
V prvních deseti letech se horolezecká činnost soustředila do oblasti Venedigeru, Ortleru, zaznamenány jsou i návštěvy Švýcarských Alp, po zdokonalení přibyly túry do Severních vápencových Alp a Dolomit. Po deseti letech horolezecké aktivity jezdili členové spolku slézat vrcholy ve Vysokých Taurách jako třeba Großglockner a Hoher Sonnblick. Některé prvovýstupy spadají i do doby první světové války, jelikož členové spolku narukovali do vysokohorských vojenských jednotek. Po válce zdolávali vrcholy kolem Lienzu a ve Vysokých Tatrách. Celkem si Brněnská sekce mohla připočíst 37 prvovýstupů. Josef Palliardi slézal už v 70. letech 20. století vrcholy v oblasti Ötztal, Stubai a Ortleru. Stonawsky zdolal v roce 1886 a 1887 čtyřtisícové vrcholy Monte Rosa, Weisshorn, Jungfrau a Matterhorn. K dalším vynikajícím horolezcům patřili: P. Rambousek, P. Poye, Hože.
V 90. letech si členové spolku objednali první lyže z Norska, ale lyžování nacvičovali podle tzv. alpské lilienfeldské školy Mathiase Zdarskeho, která byla určena především pro alpské terény. Zpočátku používali lyže spíše jako vhodný prostředek pro zimní putování přírodou k jeskyním, kam mířili za nácvikem horolezectví. V roce 1908 si troufli na zimní přechod Jeseníků a od roku 1910 už pořádali pravidelné zimní výlety do oblasti Raxu a Schneebergu, Krkonoš a Radstadtských Taur. V roce 1923 založila sekce i oddíl zimních sportů a lyžaři bravurně zvládali nové lyžařské techniky ve vzpřímeném postoji s dokonalejší výzbrojí (telemarský tvar lyží) a způsoby zatáčení při sjezdu (kristianii a telemark) nebo jízdu se dvěma holemi.
Po vzoru Vídně založila v roce 1913 alpinistická mládež při sekci Moravia mladou Akademickou skupinu. Její členové čerpali pro cesty do Alp stipendia, vysokoškolákům a sociálně slabším členům poskytovala sekce snížené roční příspěvky nebo jim zapůjčovala horolezeckou výzbroj. Akademickému oddílu předsedal jako první Karl Folta. Nácvik probíhal většinou v Moravském krasu (Josefské údolí a Sloupské údolí) nebo na Pálavě. V první světové válce zahynulo z téměř celé mladé generace 6 studentů. Padl i mistr jeskyňářské horolezecké techniky Karl Kubasek. Lyžařskou základnu si zřídili ve Velkém Vrbně u Starého města. Mladí akademici vyjížděli ale také do Jeseníků, do sudetských lyžařských center a Vysokých Tater. Po nácviku v domovině podnikali náročné výstupy ve Vysokých Taurách, v Julských Alpách, Dolomitech a Západních Alpách. I když to byla právě německá mládež, která inklinovala k říšskému nacionalismu, takové tendence nejsou u Akademické skupiny při DAV Brno z dostupných pramenů patrné.
| Název horské chaty a výška | Rok vybudování | Poloha                     | Majitel |
| -------------------------- | -------------- | -------------------------- | --- |
| Brünner Hütte 1747 m       | 1887           | Dachstein-Stoderzinken     | 1887 koupena od DuÖAV-Sektion Gröbming (Okres Liezen), 1902 odkoupila Sektion Austria, privátní rodina Steiner             |
| Wangenitzseehütte 2508 m   | 1927           | Vysoké Taury-Schobergruppe | DAV Nový Bor, 1927 DAV Moravia, po roce 1945 zničena, 1966 nová stavba Niederl. Königl. Bergsportverein, 2009 OeAV-Sektion |

### Opavská sekce

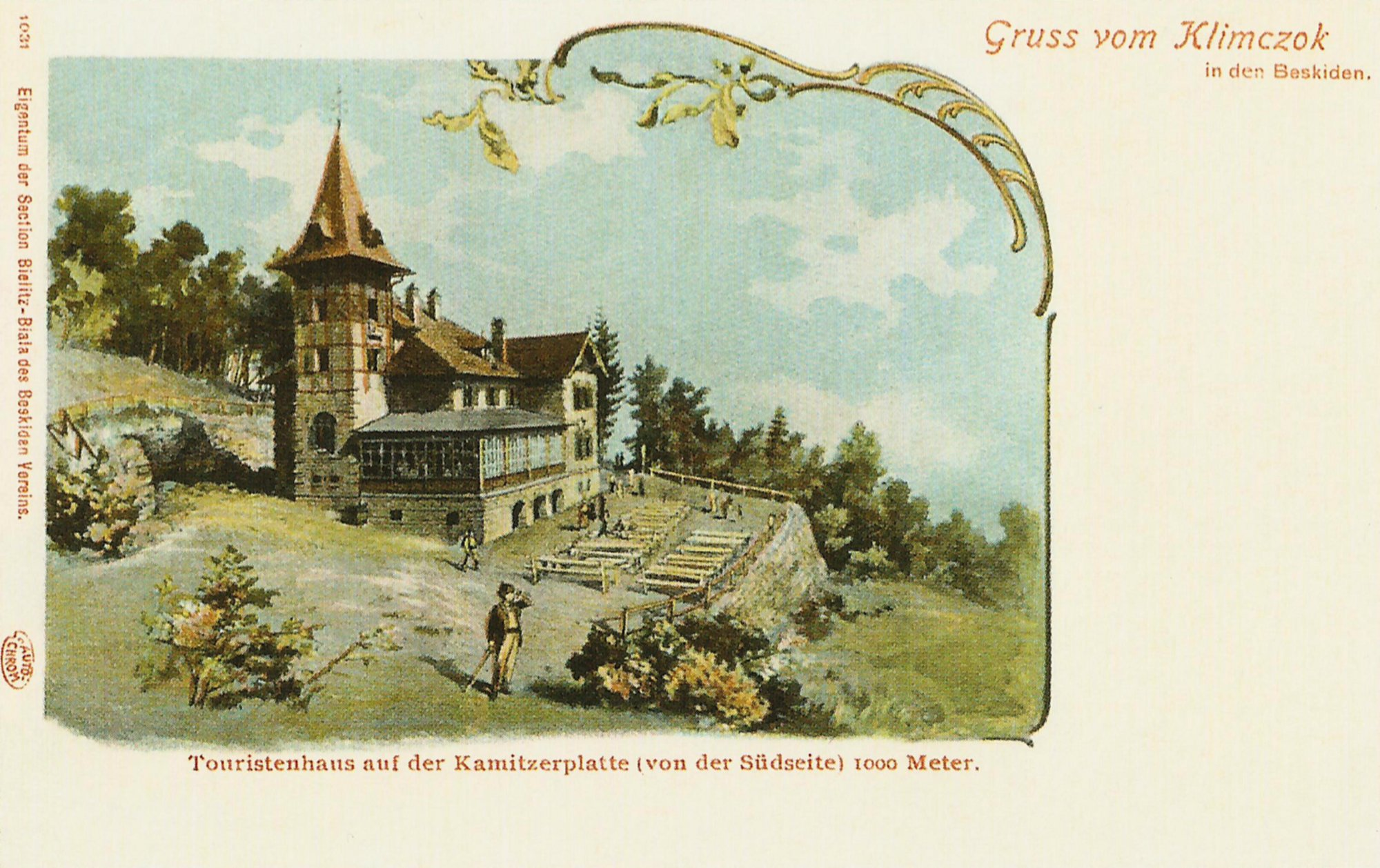
Szyndzielnia (Kamitzer Platte), turistická chata (1907) vybudovaná německým Beskydským spolkem/Beskidenverein (BV) z Těšína, který úzce spolupracoval s Opavskou sekcí DuÖAV.

První přípravné shromáždění Opavské sekce/Silesia DuÖAV pro Slezsko a okolní oblasti proběhlo 14. března 1886 v restauraci Adam. Na valné hromadě v Promenádní restauraci 15. května 1886 byl zvolen Johann Roller předsedou, Wladimir Demel zástupcem a účetním, Josef Kurz jednatelem a Karl Richter zastupoval Ostravu. Valnou část členů přivedl do spolku alpinista Alois Steiner z Těšína a v roce 1897 přibyla členská základna z Bílska, takže se členská základna pohybovala kolem stovky osob.
V roce 1888 běžel spolkový společenský život již naplno, konaly se slavnostní večery, společné výlety do přírody (například na vrchol Lysé hory, z Opavy přes obec Hrušová do německého domu v Ostravě nebo z Jeseníku do nejvýše položené slezské obce Rejvíz). Po válce se plesy a přednášky (alpinisté Karl Blodig, Walter Flaig) konaly v největším sále ve městě „Drei Hahnen“, ale také v Ostravě. Úzké vztahy udržovala sekce s Beskydským spolkem z Těšína, který vybudoval útulnu na vrcholu Lysé Hory a beskydskou útulnu na Kamitzer Platte (Polsko). S Moravsko-Slezským sudetským horským spolkem/Mährisch-Schlesischen Sudetengebirgsvereinem organizovala horskou službou v Jeseníkách.
Alpinisté ze Slezska se zaměřovali v letech 1886 – 1911 na výstupy ve Východních Alpách (Dolomity, Vysoké Taury, oblast Dachsteinu a Ortleru). Obtížné vrcholy absolvovali ale v doprovodu horského vůdce. Po první světové válce a vzniku nového československého státu se spolek přejmenoval na DAV Opava. Sekce před válkou vybudovala tři alpské chaty, které byly lavinami zničeny. DAV Opava se proto také stal jedním ze zakládajících členů spolku Verein Sudetendeutsche Hütte. V roce 1925 založila mládežnickou skupinu Jugendwandergruppe.
| Název horské chaty a výška | Rok vybudování | Poloha                | Majitel |
| -------------------------- | -------------- | --------------------- | --- |
| Troppauer Hütte 2047 m     | 1895           | Laas – Jižní Tyrolsko | 1898 na východní stráni údolí Laaser Tal ve výšce 2150 m zničena vichřicí, 1901 poškozena lavinou, druhá chata dostavěná v roce 1908 zničena v témže roce lavinou, 1909 dostavěna třetí chata a 1919 zničena lavinou. |

## Ostatní alpské spolky
V roce 1909 přibyl spolek DAV Olmütz-Nordmähren. V jižních Čechách byl v Krumlově založen v roce 1933 Německý alpský spolek Krumlov/DAV Krummau. Z místní skupiny Teplice se rekrutoval na přelomu let 1935/36 děčínský spolek DAV Tetschen-Bodenbach, který v roce 1937 převzal od Saského horolezeckého svazu/Sächsischer Bergsteigerbund (SBB) dohled nad stanicemi první pomoci v Českosaském Švýcarsku. Nakonec do této kapitoly patří spolek Sudetoněmecká chata/Verein Sudetendeutsche Hütte, který posloužil německým alpským spolkům v nově vzniklém Československu k výstavbě společné horské chaty v Alpách.

### Spolek Sudetoněmecká chata/Verein Sudetendeutsche Hütte

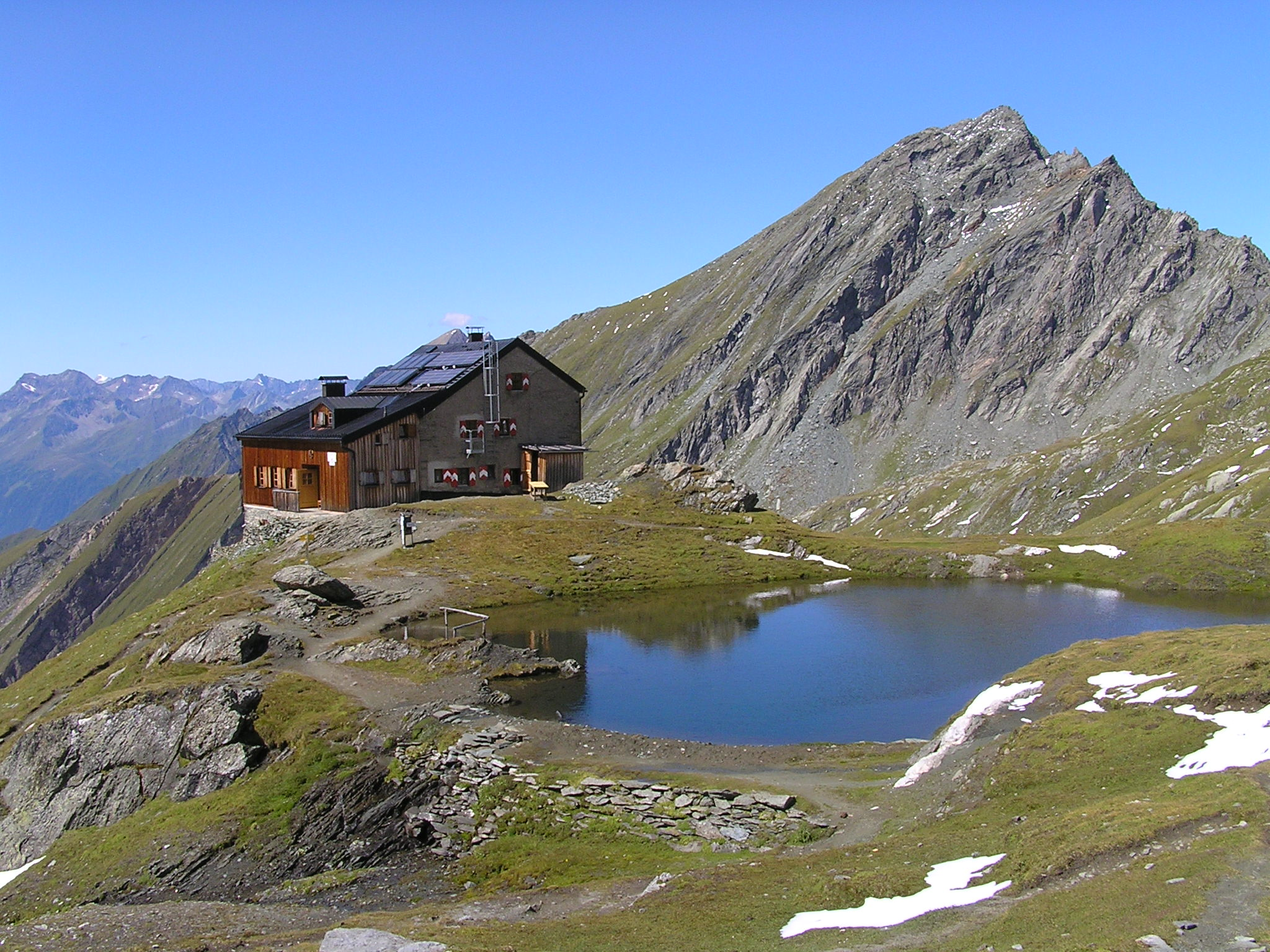
Sudetendeutsche Hütte v pozadí s Nussingkogel (2008), Tauerntal–Matrei

Předseda spolku DAV Žatec Josef Thiele rozeslal 7. března 1926 všem sekcím DAV v Československu dopis s přáním výstavby horské chaty s názvem Sudetendeutsche Hütte. Sekce oslovil hlavně z důvodu nového poválečného uspořádání států, čímž jednak mnoho sekcí přišlo o své chaty na území Itálie, ale také pro finanční náročnost výstavby. Na jeho výzvu zareagovaly téměř okamžitě DAV Opava, Ústí, Litoměřice, Karlovy Vary, Teplice a Praha.
Předseda DAV Praha August Gessner navrhl pro výstavbu pozemek v oblasti Granatspitzgruppe u vrcholu Muntanitz ve Vysokých Taurách. Sekce Nový Bor zde sice v roce 1911 plánovala výstavbu vlastní chaty, ale nakonec pozemek koupila v roce 1913 sekce Kiel, která se kvůli válce ke stavbě nedostala. Předseda DAV Karlovy Vary Karl Schöttner obstaral u centrálního výboru DuÖAV v roce 1926 stavební povolení. a 14. července 1927 se vydali August Gessner, Karl Schöttner, Josef Thiele s dalšími 13 významnými alpinisty z Prahy, Žatce, Ústí, Děčína a Litoměřic do Matrei, kde pod vedením horského vůdce Josefa Köllema absolvovali výstup k vyhlédnutému pozemku. S majitelem pozemku Andrä Steinerem se následně domluvili na pronájmu a večer tak mohli společně s předními představiteli obce Matrei in Osttirol uspořádat slavnostní sudetoněmecký večer (Sudetendeutsche Abend).
Horská chata se stavěla podle plánů architekta Ernsta Richtera z Trutnova a stavitelem určili nadšenci pro novou chatu Floriana Kölla. Hrubou stavbu odevzdal stavitel Köll již 28. října 1928 a následující zimu mohl spolek lyžaře ubytovat v hotové samoobslužné ubytovně. Slavnostní otevření chaty 21. července 1929 s dojemnými projevy doprovázely společenské akce v Matrei in Osttirol (koncert a společenský večírek).
Řečník mluvil o zemřelých a padlých kamarádech, o těch kteří zahynuli v horách a o radosti z toho, že zde v horách nalezl opět svou vlast. Pak ale nemohl již dále pokračovat, selhal mu hlas a další, který chtěl pokračovat, také nemohl. Všechny ženy okolo plakaly dojetím.
Michael Brugger z Matrei
Zakládající valná hromada spolku Sudetendeutsche Hütte se konala v Praze 7. června 1928. Do spolku vstoupilo 7 sekcí DAV, VDAV a DAV Nordmähren (Olomouc) přispíval jen finančně. Prvním předsedou se stal Josef Thiele. Hlasovací právo sekce se řídilo velikostí jejího finančního příspěvku (rok 1932: VDAV, Žatec, Ústí, Silesia, Teplice, Litoměřice, Praha, Karlovy Vary, Olomouc). Po připojení Sudet k Třetí říši byly podíly VDAV rozděleny mezi všech 17 sudetských sekcí a tím se staly všechny německé alpské spolky v Čechách spoluvlastníky Sudetendeutsche Hütte.
I když ze začátku nebyla návštěvnost příliš vysoká, nakonec se po lyžařském kurzu v roce 1932 a strávených vánocích vídeňské skupiny na chatě rozběhl pravidelný velikonoční provoz. V letech 1929 – 1930 Josef Köll zpřístupnil Sudetoněmeckou cestu do Kals přes Kals-Matreier Törl. Po zavedení Tausend-Mark-Sperre klesl značně počet návštěvníků z Německa. Na slavnosti k pátému výročí existence chaty vzpomenul spolek Karla Schöttnera a na jeho počest otevřel novou cestu Karl-Schöttner-Weg k Velkému Muntanitz. Po druhé světové válce vlastnila chatu až do roku 2013 sekce DAV Sudeten, která po jejím rozpuštění přešla na sekci DAV Schwaben.